# Hoàng tộc nhà Nguyễn

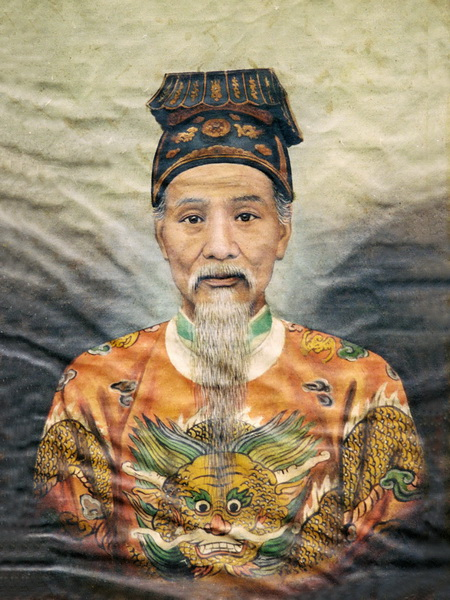
Tùng Thiện vương Nguyễn Phúc Miên Thẩm.

Triều đại nhà Nguyễn đã thiết lập quy chế cụ thể về tước hiệu cùng đãi ngộ cho các thành viên thuộc hoàng tộc (họ Nguyễn Phúc cùng Tôn Thất), đồng thời còn có các quý tộc có công trạng. Triều đại nhà Nguyễn đã thiết lập hệ thống quý tộc tương tự nhà Thanh và có áp dụng hệ thống nhà Hậu Lê.
Sau khi lên ngôi Hoàng đế, Nguyễn Thế Tổ đã thiết lập hệ thống tước hiệu mô phỏng các triều đại trước. Các tước Quận công thường được ban cho công thần hoặc Tôn Thất đã có công trạng lớn, một số sau này được truy phong. Trong một số trường hợp được truy phong tước vương là tiền vương đời trước như Tuyên vương, Mục vương,... và tuy triều Nguyễn cũng có tước Vương cho những người khi còn sống (như Thọ Xuân vương Nguyễn Phúc Miên Định), song đều do công trạng hoặc tuổi tác cao.
Tới thời kỳ Minh Mạng, thiết lập hệ thống tôn tước gồm 21 bậc. Đồng thời quy định chế độ "tập phong" - tức cho phép con tập tước của cha, thì so với tước được phong của cha trước phải kém xuống một bậc. Có một số trường hợp con lập được công trạng ban phong hơn tước của cha. Các triều đại Hoàng đế triều Nguyễn sau dựa theo cơ bản thiết lập tôn tước của Vua Minh Mạng mà ban phong.

## Hoàng tộc

### Nam giới
Hoàng tộc nhà Nguyễn chia ra 2 cách gọi cho hậu duệ hoàng tộc. Gồm:
- Hoàng thân (皇親): những hậu duệ trực tiếp từ Nguyễn Thế Tổ.
- Tôn Thất (尊室): những hậu duệ của các Chúa Nguyễn, được chia ra làm 9 hệ. Tương đương Giác La của Hoàng thất nhà Thanh.

Thời điểm này, các Hoàng thân là Hoàng tử, hoặc các người chú của Vua Thế Tổ đều có tước Công như Quận công, so với các công thần vẫn chưa có khu biệt, chỉ đặc biệt nhấn mạnh bằng các danh xưng như "Hoàng tử" hay "Quốc thúc" để biểu ý quan hệ hoàng tộc. Tháng 8 (âm lịch) năm Gia Long thứ 9 (1810), chỉ dụ phong cho người hoàng tộc và cách gọi như sau:
| “                                                      | Tháng 8, phong Quốc thúc Quận công Tôn Thất Thăng làm Phước Long công, hoàng tử thứ năm là Đài làm Kiến An công, hoàng tử thứ sáu là Bính làm Định Viễn công, hoàng tử thứ bảy là Tấn làm Diên Khánh công, hoàng tử thứ tám là Phổ làm Điện Bàn công, hoàng tử thứ chín là Chẩn làm Thiệu Hóa công, hoàng tử thứ mười là Quân làm Quảng Oai công, hoàng tử thứ mười một là Cự làm Thường Tín công, hoàng tôn Kính làm Thái Bình công, hoàng tôn Đán làm Ứng Hòa công; cho sách bạc, ấn bạc và ấn quan phòng mỗi người một cái. Ra lệnh phàm tờ biểu tờ khải đều xưng tước và tên. Biểu tâu thì Phước Long công xưng là ["Phước Long công thần Mỗ"]; các Hoàng tử và Hoàng tôn tước Công thì xưng ["Mỗ công thần Mỗ"]. Khải thì xưng ["Mỗ công đệ Mỗ hoặc điệt Mỗ"]. Giấy tờ các nha đưa lên thì xưng là bẩm. Nhà ở thì gọi là phủ. | ” |
| — Đại Nam thực lục - tập 1, Thế Tổ Cao Hoàng đế bản kỷ | |   |

Hệ thống phân cấp tước vị của thời kỳ Minh Mạng được hoàn chỉnh rất nhiều với thời kỳ Gia Long, đánh dấu bằng việc thành lập Tôn Nhân phủ. Từ đây bắt đầu đã thành lập khái niệm "Tôn Thất" chính thức và hoàn thiện để chỉ hậu duệ (không tính nhánh lớn kế thừa) của 9 hệ xa xưa của các Chúa Nguyễn. Danh sách các 9 hệ gồm:
1. Hậu duệ của Triệu Tổ Tĩnh Hoàng đế Nguyễn Kim, là Đệ nhất hệ (第一系);
2. Hậu duệ của Thái Tổ Gia Dụ Hoàng đế Nguyễn Hoàng, là Đệ nhị hệ (第二系);
3. Hậu duệ của Hi Tông Hiếu Văn Hoàng đế Nguyễn Phúc Nguyên, là Đệ tam hệ (第三系);
4. Hậu duệ của Thần Tông Hiếu Chiêu Hoàng đế Nguyễn Phúc Lan, là Đệ tứ hệ (第四系) không có kế tự (tức không lập được Phòng);
5. Hậu duệ của Thái Tông Hiếu Triết Hoàng đế Nguyễn Phúc Tần, là Đệ ngũ hệ (第五系);
6. Hậu duệ của Anh Tông Hiếu Nghĩa Hoàng đế Nguyễn Phúc Thái, là Đệ lục hệ (第六系) không có kế tự (tức không lập được Phòng);
7. Hậu duệ của Hiện Tông Hiếu Minh Hoàng đế Nguyễn Phúc Chu, là Đệ thất hệ (第七系);
8. Hậu duệ của Túc Tông Hiếu Ninh Hoàng đế Nguyễn Phúc Chú, là Đệ bát hệ (第八系);
9. Hậu duệ của Thế Tông Hiếu Vũ Hoàng đế Nguyễn Phúc Khoát, là Đệ cửu hệ (第九系);

Năm Minh Mạng thứ 20 (1839), Vua Thánh Tổ đã cho chuẩn nghị đem soạn Hoàng triều tôn phổ (皇朝尊譜), chia làm Tiền biên là ghi hậu duệ của các Chúa Nguyễn, tức Tôn Thất; còn Chính biên ghi lại hậu duệ trực tiếp của Vua Thế Tổ Gia Long, tức Hoàng thân về sau. Trong 9 chi hệ kia, có thể gọi là Viễn chi Tôn Thất (遠支尊室), còn Hoàng thân có thể được gọi là Cận chi Tôn Thất (近支尊室). Nhưng dần dà về sau theo chế độ, "Tôn Thất" dùng như một họ để ám chỉ các hậu duệ "Viễn chi" của hoàng tộc nhà Nguyễn.
Năm Minh Mạng thứ 21 (1840), Vua Thánh Tổ định lệ tôn tước gồm 21 bậc, định làm phép truyền mãi về sau.
| Tước phong và vị hàm của hoàng tộc triều Nguyễn | Tước phong và vị hàm của hoàng tộc triều Nguyễn | Tước phong và vị hàm của hoàng tộc triều Nguyễn |
| Tên tước                                        | Tên theo chữ Hán                                | Địa vị trật phẩm                                |
| ----------------------------------------------- | ----------------------------------------------- | ----------------------------------------------- |
| Thân vương                                      | 親王                                            | Trên nhất phẩm                                  |
| Quận vương                                      | 郡王                                            | Trên nhất phẩm                                  |
| Thân công                                       | 親公                                            | Dưới chánh nhất phẩm                            |
| Quốc công                                       | 國公                                            | Tòng nhất phẩm                                  |
| Quận công                                       | 郡公                                            | Chánh nhị phẩm                                  |
| Huyện công                                      | 縣公                                            | Tòng nhị phẩm                                   |
| Hương công                                      | 鄉公                                            | Chánh tam phẩm                                  |
| Huyện hầu                                       | 縣侯                                            | Tòng tam phẩm                                   |
| Hương hầu                                       | 鄉侯                                            | Tòng tam phẩm                                   |
| Kỳ nội hầu                                      | 畿内侯                                          | Chánh tứ phẩm                                   |
| Kỳ ngoại hầu                                    | 畿外侯                                          | Chánh tứ phẩm                                   |
| Đình hầu                                        | 亭侯                                            | Tòng tứ phẩm                                    |
| Trợ quốc khanh                                  | 助國卿                                          | Tòng tứ phẩm                                    |
| Tá quốc khanh                                   | 佐國卿                                          | Chánh ngũ phẩm                                  |
| Phụng quốc khanh                                | 奉國卿                                          | Chánh ngũ phẩm                                  |
| Trợ quốc uý                                     | 助國尉                                          | Tòng ngũ phẩm                                   |
| Tá quốc uý                                      | 佐國尉                                          | Tòng ngũ phẩm                                   |
| Phụng quốc uý                                   | 奉國尉                                          | Chánh lục phẩm                                  |
| Trợ quốc lang                                   | 助國郎                                          | Chánh lục phẩm                                  |
| Tá quốc lang                                    | 佐國郎                                          | Tòng lục phẩm                                   |
| Phụng quốc lang                                 | 奉國郎                                          | Tòng lục phẩm                                   |

Quy định về thân phận ban phong:
- Các Hoàng tử đủ 15 tuổi trở lên theo lệ thì Hoàng đế sẽ xem xét để ban phong, gọi là [Khảo phong; 考封]. Với thành viên Tôn Thất phải trải qua phẩm đức mới tính đến ban tước, không áp dụng lệ ban phong, hơn nữa họ phải chờ cho Hoàng đế lên ngôi hay Đại khánh nào đó, mới dựa vào đức hạnh mà chính thức phong tước.
- Từ Thân vương đến Hương công, thường ban phong cho Hoàng tử và các thành viên hoàng tộc đã từng làm Hoàng tử, gọi chung là Hoàng thân. Các Hoàng tử khi lần đầu gia phong, hầu như ít nhất là Quận công và cao nhất là Thân công. Từ tước Huyện hầu trở xuống, thường để phong cho các Tôn Thất. Dĩ nhiên có các trường hợp Tôn Thất có công lao thì phong vượt, hoặc Hoàng thân bị tội mà giáng tước xuống các tước dưới thông thường.
- Về lệ kế thừa tước hiệu, có hai phương thức gọi là [Tập phong; 袭封] cùng [Ân phong; 恩封], cả hai phương thức này đều bị giáng tước qua các đời, như cha là tước Công thì người tập phong là tước Hầu,... cứ thế đến mức hạn nhất định. Điểm khác nhau, "Tập phong" dựa nguyên tước của cha và là phương thức kế thừa cơ bản, còn "Ân phong" chỉ dành cho người cha có quân công và tên tước ấy không bị phụ thuộc vào nguyên tước của người cha. Nếu con cháu có công trạng vượt trội, thì hoàn toàn có thể cho tập nguyên tước của cha hoặc vượt tước của cha. Điểm đặc biệt là hai phương thức này đều không nhất thiết phải đợi khi người cha qua đời thì mới tiến hành (xem ví dụ về Thọ Xuân vương bên dưới).
- Còn như những người con khác không được dự vào hai hạng trên, thì đều phải qua khảo phong mới xét có ban tước hiệu hay không, phạm vi phong tước đều từ Trợ quốc khanh đến Phụng quốc lang.

Về tên gọi, con trai Hoàng đế khi chưa phân tước đều được gọi là Hoàng tử (皇子), trong cung gọi theo kiểu [Ông hoàng] kèm số thứ tự. Khi phân tước, thì đều gọi theo tên tước, dâng tấu biểu trực tiếp lên Hoàng đế thì mới kèm tên thật (xem quy định năm Gia Long thứ 9 ở trên). Về tên tước, Thân vương thì lấy tên tỉnh, Quận vương, Thân công, Quốc công, Quận công, thì lấy tên phủ, Huyện công và Huyện hầu thì lấy tên huyện, Hương công cùng Hương hầu và Đình hầu thì lấy tên xã. Dưới nữa là Kỳ nội hầu và Kỳ ngoại hầu, cả hai đều là xưng hô thông thường của các tước Hầu, không lập thái ấp. Trợ quốc khanh trở xuống đều lấy chức để gọi. Bên cạnh đó, người xét "Tập phong" vẫn giữ tên tước cũ của người cha, trong khi trường hợp "Ân phong" thì không cần thiết. Ví dụ như Thọ Xuân vương Miên Định, người con trai cả là Hồng Tuấn theo lệ Ân phong mà thụ tước "Ân Mông Đình hầu", tên tước không theo của cha; mà người con thứ 7 là Hồng Hạo theo lệ Tập phong thụ tước "Thọ Xuân Đình hầu", cả hai người con này đều thừa tước khi Thọ Xuân vương vẫn còn sống.
Trong lễ thiết triều, Hoàng tử cũng như Hoàng tử triều trước, tức là anh em con chú bác với đương kim Hoàng đế, hoặc phong Vương, hoặc phong Công, không cứ tước phẩm, đều đứng ở trên điện. Không tính tước, chỉ tính bậc thứ hơn kém. Còn những người Tôn Thất phong đến tước Vương trở xuống, cũng đứng vào ban với các quan ở sân điện theo phẩm hàm. Trường hợp chức có phẩm cao hơn tước thì lấy phẩm cao hơn để định xét. Do đó, trong các văn bản triều Nguyễn, bất kể đã phong tước hay không, thì các Hoàng tử chi gần của Hoàng đế đều gọi theo vai, kèm tước hiệu nếu có.
Cách gọi theo vai vế của các Hoàng tử triều Nguyễn. Tất cả đều xét bối phận đối với "Hoàng đế đang tại vị", trong đó trừ Hoàng tử được xác định là cách gọi cho các con trai của Hoàng đế, thì:
- Hoàng đệ (皇弟), là bối xưng gọi em trai của các Hoàng đế.
- Hoàng huynh (皇兄), là bối xưng gọi anh trai của các Hoàng đế.
- Hoàng thúc (皇叔), là bối xưng gọi chú của các Hoàng đế, em trai của Tiên Đế.
- Hoàng bá (皇伯), là bối xưng gọi bác của các Hoàng đế, anh trai của Tiên Đế.
- Hoàng thân (皇親), là bối xưng gọi chung Thân công triều trước so với Hoàng đế đương kim.
- Thành tố Tiên triều (先朝) hoặc Tiền triều (前朝) kèm danh xưng Hoàng tử: cách gọi chung chung không theo vai vế, trong đó "Tiên triều" là cách 1 đời (so với Hoàng đế đương kim), còn "Tiền triều" là cách 2 đời, rồi cách thêm 1 đời nữa là cứ thêm 1 chữ "Tiền" đằng trước.

Các cháu trai của Hoàng đế, thường được gọi chung là Hoàng tôn (皇孫). Trước quy định chính thức vào năm năm Minh Mạng thứ 10 (1829), thì việc xưng hô con trai con gái của các Hoàng tử hay bị lạm xưng với cách gọi con trai con gái của các Hoàng thân tước Công, hoàn toàn không hợp lý. Cho nên năm ấy, vào mùa đông, Vua Thánh Tổ quy định thêm về cách gọi cho các con trai con gái của Hoàng tử như sau:
| “                                                         | Từ trước đến nay, con các Hoàng tử cũng gọi là Công tử, theo lẽ chưa hợp. Cho tự nay về sau phàm con Hoàng tử gọi là Hoàng tôn, cháu Hoàng tử gọi là Hoàng tằng tôn, con của Tằng tôn gọi là Hoàng huyền tôn, con gái cũng theo lệ ấy. Không phải các hàng ấy thì không được lạm xưng. Làm trái thì trị tội theo luật. | ” |
| — Đại Nam thực lục - tập 2, Thánh Tổ Nhân Hoàng đế bản kỷ | |   |

Về sau, sang triều Thiệu Trị và Tự Đức, lại định thứ bậc từng ban trong Tôn Nhân phủ cho rõ ràng hơn. Như dịp dâng biểu văn chúc mừng, trước hết viết tên Hoàng tử, rồi đến Hoàng thân Công, Hoàng đệ Công và Hoàng đệ. Khi đứng vào ban thứ ở điện Thái Hoà, thì Hoàng thân Công được đứng trước, rồi đến Hoàng Công, thứ đến Hoàng đệ không có tước, rồi cuối cùng mới đến Hoàng tử, đều liệt vào làm một hàng. Còn khi ở điện Cần Chính thì trước hết là Hoàng đệ còn bé, rồi đến Hoàng tử còn bé, cũng liệt vào một hàng.

### Nữ giới
Nữ giới trong hoàng tộc nhà Nguyễn, về cơ bản nói đến các Hoàng nữ - con gái của Hoàng đế cùng chị em và các cháu nội. Con gái Hoàng đế được gọi Hoàng nữ (皇女), khi được sắc phong thì trở thành Công chúa kèm theo theo tên hiệu riêng. Dù vậy, trong thời gian chưa có tên hiệu chính thức, các Hoàng nữ thường được gọi là [Bà chúa] kèm thứ tự trong gia đình, thẻ bài của các bà Chúa cũng ghi thứ tự kèm danh hiệu "Công chúa", ví dụ [Hoàng thứ nữ Công chúa], tức "Bà Hoàng nữ công chúa thứ 2", đây là vì các Hoàng nữ đều không có tước phong nào khác ngoài Công chúa, tương tự việc các Hoàng tử hay được gọi là "Hoàng tử Công" hoặc "Hoàng thân Công" do việc phong tước "Công" xảy ra thường xuyên đối với Hoàng tử triều Nguyễn.
Về danh xưng chính thức, các Hoàng nữ đều chỉ có tên đất phong (thường lấy tên tổng) cùng danh xưng "Công chúa", việc phong tước này xảy ra cực kỳ cụ thể, có lễ sách phong đàng hoàng. Do lễ sách phong Công chúa khá tốn kém, bên cạnh việc khá xem nhẹ Công chúa nói chung, hầu hết Hoàng nữ triều Nguyễn đều phải khi hoặc sau khi gả chồng mới có tước phong Công chúa chính thức, có người thậm chí không đợi được mà qua đời, chỉ được truy tặng. Nhưng để biểu thị vai vế thì các văn bản vẫn dùng theo bối phận danh xưng (so với Hoàng đế) để phân biệt vai vế giữa các bà, tương tự trường hợp các Hoàng tử vậy.
Ngoại trừ Hoàng nữ công chúa biểu thị con gái của đương kim Hoàng đế, thì những bối xưng thường được sử dụng:
- Hoàng muội (皇妹), là bối xưng gọi chung các Công chúa / Hoàng nữ là em gái của Hoàng đế đương nhiệm. Thường dùng khi chưa phong tước hoặc do còn trẻ.
- Trưởng công chúa (長公主), là bối xưng gọi chung Công chúa / Hoàng nữ là chị hoặc em gái của Hoàng đế đương nhiệm. Dùng thường xuyên hơn "Hoàng muội".
- Thái trưởng công chúa (太長公主), là bối xưng gọi chung Công chúa / Hoàng nữ là cô của Hoàng đế đương nhiệm.
- Thái thái trưởng công chúa (太太長公主), gọi chung Công chúa / Hoàng nữ là bà cô của Hoàng đế đương nhiệm.
- Thành tố Tiên triều (先朝) hoặc Tiền triều (前朝) kèm danh xưng Hoàng nữ: dụng ý tương tự như cách dùng cho Hoàng tử.
- Lưu ý: tất cả cách dùng trên là dùng cho Hoàng nữ nói chung, bất chấp đã phong tước hay là chưa, và cũng không có sự ràng buộc vai vế để thống nhất cách ghi. Ví dụ như Xuân Hòa công chúa ở dưới, được Thực lục ghi lại gọi là Tiền triều Hoàng nữ do bà là con gái của Vua Thánh Tổ, đến đời Vua Dực Tông thì đã là vai cô (cách 2 đời nên dùng chữ "Tiền triều"). Trong khi ấy, hai vị triều Thiệu Trị là An Lễ công chúa Ngọc Cửu cùng Nghĩa Hoà công chúa Ngọc Nguyệt, đều là con gái Vua Thế Tổ, do là cô của Vua Hiến Tổ nên được ghi là Thái trưởng công chúa. Có thể thấy cách ghi khác hẳn dù cả 3 đều vai như nhau. Cả hai vị Thái trưởng công chúa khi chết chỉ có thụy hiệu mà chưa có đất phong, sau khi được Vua Dực Tông suy xét công đức mới được truy tặng tên ấp là [An Lễ] và [Nghĩa Hoà] như đã biết.

Ngoài Hoàng nữ là con gái Hoàng đế, thì các con gái của các Hoàng tử được gọi chung là Hoàng tôn nữ (皇孫女), do các bà là "Cháu gái của Hoàng đế đương kim", luận bối phận mà gọi. Quy định năm Minh Mạng thứ 10 cũng ghi lại rõ, các cháu gái của Hoàng tử được gọi là Hoàng tằng tôn nữ (皇曾孫女), rồi Hoàng huyền tôn nữ (皇玄孫女), đây là bởi vì các bà là cháu nội-cháu cố-cháu chắt của Hoàng đế đang tại vị mà luận gọi. Sau khi cha của các Hoàng tôn nữ, tức các Hoàng tử khi trước, trở thành em trai hay anh trai của Hoàng đế đương kim, thì danh xưng cũng liền đổi thành Công nữ (公女; tức "Con gái người tước Công") như các con gái của Hoàng thân tước Công triều trước, để phân biệt vai vế so với Hoàng tôn nữ của Hoàng đế đương kim. Từ đấy, cháu gái của Hoàng tử, cũng như các cháu gái của Hoàng thân công, được gọi là Công tôn nữ (公孫女). Cứ như vậy, cháu chắt của Hoàng tử cũng như Hoàng thân công là Công tằng tôn nữ (公曾孫女), cháu chút của Hoàng tử như Hoàng thân công là Công huyền tôn nữ (公玄孫女),... Để rút gọn, các đời sau được gọi chung họ là Tôn Nữ.
Thân phận của Hoàng nữ có thể bị giáng xuống Tôn nữ nếu phạm đại tội. Triều Tự Đức, có Tiền triều Hoàng nữ là Thục Tư, con gái thứ 43 của Vua Thánh Tổ, vốn được chỉ phong làm Xuân Hòa công chúa, chưa kịp tuyên phong thì Thục Tư vì việc làm bất chính phải tước mất, giáng làm Tôn nữ. Cụ thể sự việc:
| “                                                                      | Trước có Chỉ phong Hoàng nữ triều trước là Thục Tư làm Xuân Hòa công chúa, chưa kịp tuyên phong, Thục Tư vì việc làm bất chính phải tước mất, giao cho chị gái (tức An Cát công chúa Thục Nhu) và Tôn nhân phủ răn dạy. Đến nay Tôn nhân phủ tâu nói:"Tôn nữ Thục Tư, từ khi bị khiển trách đến nay, chị Tôn nữ ấy đem về nuôi dạy, bọn thần theo lệ thường dạy răn, đã trên 4 năm, Tôn nữ ấy đã biết hối chừa, không nghe việc làm bất chính, nay chị Tôn nữ ấy bẩm xin đề tâu giúp, tình thuộc đáng tha". Vua bảo rằng: Tôn nữ Thục Tư đã biết hối sửa, gia ân chuẩn cho được phong như cũ, để tỏ thực hậu, nhưng do phủ thường phải dạy bảo kiểm thúc, cho giữ được tiếng tốt mãi, ngoài ra đều coi đấy không coi thường ơn tự điểm nhục. Lại chuẩn cho công chúa ấy nguyên phong sách bằng đồng do bộ phủ phái thuộc viên đệ đến tới 7 ban cấp, không nên sai quan tuyên phong, để cho có phân biệt. | ” |
| — Đại Nam thực lục - "Dực Tông Anh Hoàng đế bản kỷ", năm Tự Đức thứ 27 | |   |

Theo thể lệ nhà Nguyễn, nhiều Tôn Nữ đều vào Hậu cung nhà Nguyễn làm Nữ quan, hoặc được chỉ định coi lăng tẩm. Các Công chúa cũng không ngoại lệ, dù gả chồng hay chưa, công việc thường thấy của họ đều là vào hầu Thái hậu, là hầu chuyện hoặc làm lễ dâng cơm hoặc giúp đỡ dâng rượu khi làm lễ Điện tế các đời. Điều này là thông lệ rất nghiêm, có thể thấy triều Thiệu Trị nguyên niên (1841), mùa xuân, ngay sau khi vừa lên ngôi thì trông thấy các Thái trưởng công chúa tuổi cao mà còn phải quỳ lạy khi vào Nội đình hầu, Vua Hiến Tổ bèn ra chỉ dụ:
| “                                                       | Các Thái trưởng công chúa đều là người họ rất thân của Hoàng thất, tuổi ngày một nhiều, theo lẽ phải nên hậu đãi. Nếu cứ câu nệ vào lễ thường, động việc gì cũng quỳ lạy, ta thấy không được yên lòng. Vả lại, Thánh nhân đặt lễ, tất phải lấy nhân tình làm gốc, mà trong chốn gia đình, kính người trên làm trọng. Chuẩn cho từ nay về sau, gặp có việc tiết lễ khánh hạ, và bất thần ban cho thức gì, thì các Thái trưởng công chúa đều miễn cho không phải làm lễ 3 lần quỳ 6 lần vái để tỏ lòng ta rất kính người trên, hậu đãi thân thuộc. Các Thái trưởng công chúa như: Bình Thái, Bình Hưng, Bảo Lộc, Bảo Thuận, tuổi già lẩy bẩy, đã được Hoàng khảo ta (tức Vua Thánh Tổ Minh Mạng) đặc ân phong cho thái ấp. Ta nối theo chí trước, thường thường nghĩ đến người thân thuộc, sai thái giám thỉnh thoảng đến nhà riêng, tuyên Chỉ hỏi thăm sức mạnh, để yên lòng ta. | ” |
| — Đại Nam thực lục - "Hiến Tổ Chương Hoàng đế thực lục" | |   |

### Lương bổng
Khi mới lập triều, lệ cấp lương cho Hoàng thân, Tôn Thất cùng quan lại của triều đình vẫn là tùy trường hợp mà ân ban, chứ chưa có số liệu cụ thể làm phép bất biến. Năm Gia Long thứ 15 (1816), Vua Thế Tổ phong Hoàng tứ tử Đảm làm Hoàng thái tử (tức Vua Thánh Tổ), lệnh mỗi năm 5000 quan tiền và 3000 phương gạo.
Năm đầu Minh Mạng (1820), Thánh Tổ định ban bổng hằng năm cho các Thân công (là em khác mẹ của Hoàng đế được phong năm cuối Gia Long) với mức bổng khá hậu hĩnh, 3000 quan tiền và 2000 phương gạo, trong đó có 60 phương gạo trắng. Năm thứ 10 (1829), khi bắt đầu phong các Hoàng tử của mình làm Công tước, Thánh Tổ quy định cấp lệ năm là 1000 quan tiền cùng 1000 phương gạo. Từ năm thứ 13 (1832), Vua Thánh Tổ nghĩ lại "khi ấy có thiên lệch quá, ban ơn (hậu như thế) cũng là quá đáng", sau cũng vì lý do các em cùng cháu nhận lệ cũ chỉ còn 7 người mà không nỡ cắt đi, nên trừ những người đã được lệnh gia ân mà giữ nguyên, thì nghị định về sau các Hoàng tử tước nào thì vẫn như bổng đã định bàn.
Năm thứ 21 (1840), chính thức ban dụ về cấp bổng lộc những Hoàng thân có tước vị theo như bảng dưới. Về lệ cấp lương, dụ rằng cứ lấy tháng mới phong mà tính toán. Hai thân phận cơ bản là Hoàng tử cùng Hoàng thân, trong đó Tôn Thất họ xa của hoàng gia cũng tính cùng đãi ngộ với Hoàng thân. Cách gọi "Hoàng thân" chính là nói đến anh em chú bác của Hoàng đế cùng hậu duệ của họ, chia rõ với thân phận Hoàng tử luôn có đãi ngộ cao nhất.
| Lệ lương bổng của các tước theo năm (số trong ngoặc là số phương gạo trắng. Từ Trợ quốc khanh trở xuống không có) | Lệ lương bổng của các tước theo năm (số trong ngoặc là số phương gạo trắng. Từ Trợ quốc khanh trở xuống không có) | Lệ lương bổng của các tước theo năm (số trong ngoặc là số phương gạo trắng. Từ Trợ quốc khanh trở xuống không có) | Lệ lương bổng của các tước theo năm (số trong ngoặc là số phương gạo trắng. Từ Trợ quốc khanh trở xuống không có) | Lệ lương bổng của các tước theo năm (số trong ngoặc là số phương gạo trắng. Từ Trợ quốc khanh trở xuống không có) |
| Tước xưng | Thân phận | Thân phận | Thân phận | |
| Tước xưng | Hoàng tử | Tôn Thất hoặc Hoàng thân                                                                                          | Tôn Thất hoặc Hoàng thân                                                                                          | |
| Tước xưng | Hoàng tử | Được lệ tập phong                                                                                                 | Được ân phong | |
| --- | --- | --- | --- | --- |
| Thân vương | 1500 quan tiền, 1200 phương gạo (72)                                                                              | 900 quan tiền, 700 phương gạo (54)                                                                                | 700 quan tiền, 500 phương gạo (48)                                                                                | |
| Quận vương | 1200 quan tiền, 1000 phương gạo (60)                                                                              | 700 quan tiền, 500 phương gạo (48)                                                                                | 600 quan tiền, 400 phương gạo (42)                                                                                | |
| Thân công | 1000 quan tiền, 1000 phương gạo (54)                                                                              | 600 quan tiền, 400 phương gạo (42)                                                                                | 500 quan tiền, 300 phương gạo (30)                                                                                | |
| Quốc công | 700 quan tiền, 500 phương gạo (48)                                                                                | 450 quan tiền, 300 phương gạo (30)                                                                                | 400 quan tiền, 260 phương gạo (28)                                                                                | |
| Quận công | 600 quan tiền, 400 phương gạo (42)                                                                                | 400 quan tiền, 280 phương gạo (28)                                                                                | 350 quan tiền, 240 phương gạo (26)                                                                                | |
| Huyện công | 500 quan tiền, 350 phương gạo (36)                                                                                | 350 quan tiền, 260 phương gạo (28)                                                                                | 300 quan tiền, 220 phương gạo (26)                                                                                | |
| Hương công | 450 quan tiền, 300 phương gạo (30)                                                                                | 300 quan tiền, 240 phương gạo (26)                                                                                | 250 quan tiền, 200 phương gạo (24)                                                                                | |
| Huyện hầu | n/a | 250 quan tiền, 200 phương gạo (26)                                                                                | 200 quan tiền, 150 phương gạo (24)                                                                                | |
| Hương hầu | n/a | 200 quan tiền, 150 phương gạo (24)                                                                                | 180 quan tiền, 120 phương gạo (22)                                                                                | |
| Kỳ nội hầu | n/a | 180 quan tiền, 100 phương gạo (22)                                                                                | 160 quan tiền, 90 phương gạo (20)                                                                                 | |
| Kỳ ngoại hầu | n/a | 170 quan tiền, 90 phương gạo (20)                                                                                 | 150 quan tiền, 80 phương gạo (18)                                                                                 | |
| Đình hầu | n/a | 160 quan tiền, 80 phương gạo (18)                                                                                 | 140 quan tiền, 70 phương gạo (12)                                                                                 | |
| Trợ quốc khanh | n/a | 150 quan tiền, 70 phương gạo                                                                                      | 135 quan tiền, 65 phương gạo                                                                                      | |
| Tá quốc khanh | n/a | 140 quan tiền, 65 phương gạo                                                                                      | 130 quan tiền, 60 phương gạo                                                                                      | |
| Phụng quốc khanh                                                                                                  | n/a | 130 quan tiền, 60 phương gạo                                                                                      | 125 quan tiền, 55 phương gạo                                                                                      | |
| Trợ quốc úy | n/a | 45 quan tiền, 35 phương gạo                                                                                       | 40 quan tiền, 30 phương gạo                                                                                       | |
| Tá quốc úy | n/a | 42 quan tiền, 32 phương gạo                                                                                       | 38 quan tiền, 28 phương gạo                                                                                       | |
| Phụng quốc úy | n/a | 40 quan tiền, 30 phương gạo                                                                                       | 36 quan tiền, 26 phương gạo                                                                                       | |
| Trợ quốc lang | n/a | 38 quan tiền, 28 phương gạo                                                                                       | 34 quan tiền, 24 phương gạo                                                                                       | |
| Tá quốc lang | n/a | 36 quan tiền, 26 phương gạo                                                                                       | 32 quan tiền, 22 phương gạo                                                                                       | |
| Phụng quốc lang                                                                                                   | n/a | 34 quan tiền, 24 phương gạo                                                                                       | 30 quan tiền, 20 phương gạo                                                                                       | |

Còn như những Hoàng tử và Hoàng nữ chưa có tước, cùng các Hoàng tôn (cháu trai và cháu gái của Hoàng đế) cùng một số thân thuộc khác của hoàng tộc vẫn chưa có lệ định cụ thể. Năm Minh Mạng thứ 13 (1832), Thánh Tổ định bàn lệ cấp bổng theo năm:
- Hoàng tử: từ tròn tháng đến 10 tuổi, 150 quan tiền và 80 phương gạo, trong ấy có 12 phương gạo trắng. Từ 11 tuổi đến 17 tuổi, nâng thành 200 quan tiền và 150 phương gạo (trong ấy là 18 phương gạo trắng), còn từ 18 tuổi đến 29 tuổi thì 300 quan tiền và 300 phương gạo, trong ấy có 24 phương gạo trắng. Còn trên 30 tuổi thì 400 quan tiền và 300 phương gạo, trong ấy tăng phương gạo trắng lên thành 30 phương.
- Hoàng nữ: từ tròn tháng đến 10 tuổi, 120 quan tiền và 60 phương gạo, trong ấy có 12 phương gạo trắng. Từ 11 tuổi đến 21 tuổi, nâng thành 180 quan tiền và 120 phương gạo (trong ấy là 18 phương gạo trắng), còn từ 22 tuổi thì 300 quan tiền và 240 phương gạo, trong ấy có 24 phương gạo trắng. Dẫu đến lúc lấy chồng, bổng lộc của Hoàng nữ cũng không tăng thêm.
- Hoàng tôn và Công tôn: 
  - Hoàng tôn tử (cháu trai của Hoàng đế): từ 3 tuổi đến 10 tuổi, 60 quan tiền và 40 phương gạo, trong đó có 12 phương gạo trắng. Từ 11 tuổi đến 15 tuổi, 120 quan tiền và 70 phương gạo, từ 16 tuổi trở lên tăng 10 đơn vị mỗi thứ, trong đó có 18 phương gạo trắng.
  - Hoàng tôn nữ (cháu gái của Hoàng đế): từ 3 tuổi đến 15 tuổi, 60 quan tiền và 40 phương gạo, trong đó có 12 phương gạo trắng. Từ 16 tuổi trở lên lãnh 110 quan tiền và 80 phương gạo, trong đó có 18 phương gạo trắng. Khi gả chồng thì chỉ cấp 1 nửa tổng số lương.
    - Hoàng tằng tôn (chắt của Hoàng đế): từ 3 tuổi đến 10 tuổi, 30 quan tiền và 15 phương gạo, trong đó có 12 phương gạo trắng. Từ 11 tuổi đến 19 tuổi, 45 quan tiền và 18 phương gạo, trong đó có 12 phương gạo trắng. Từ 20 tuổi trở lên, 60 quan tiền và 30 phương gạo, trong đó có 12 phương gạo trắng[2].

  - Công tử (con trai Hoàng thân công): từ 3 tuổi đến 10 tuổi, 60 quan tiền và 40 phương gạo, trong đó có 12 phương gạo trắng. Từ 11 tuổi đến 15 tuổi, 110 quan tiền và 60 phương gạo, trong đó có 12 phương gạo trắng. Từ 16 tuổi trở lên tăng thành 120 quan tiền và 80 phương gạo, trong đó có 18 phương gạo trắng.
  - Công nữ (con gái Hoàng thân công): từ 3 tuổi đến 15 tuổi, 60 quan tiền và 40 phương gạo, trong đó có 12 phương gạo trắng. Từ 16 tuổi trở lên lãnh 90 quan tiền và 70 phương gạo, trong đó có 18 phương gạo trắng. Khi gả chồng thì chỉ cấp 1 nửa tổng số lương.
    - Công tôn (cháu Hoàng thân công): còn cha thì từ 5 tuổi đến 20 tuổi, lãnh 12 quan tiền và 12 phương gạo. Cha mất, từ 3 tuổi đến 10 tuổi, lãnh 12 quan tiền và 12 phương gạo, từ 11 tuổi đến 20 tuổi lãnh 15 quan tiền và 15 phương gạo. Từ 21 tuổi, không xét cha còn hay mất, lãnh 18 quan tiền và 18 phương gạo. Từ 70 tuổi trở lên, lãnh 36 quan tiền và 36 phương gạo[2].
- Công chúa tử nữ: con của Công chúa, xét người con cả không phân nam hay nữ, cấp lệ ăn bổng lộc 5 tuổi trở lên, lãnh 60 quan tiền và 40 phương gạo. Trước năm thứ 20, con gái cả khi đi lấy chồng cấp 2000 quan tiền, con thứ 1000 quan tiền, sau thôi hẳn.

Lại cho định rõ lại thể lệ cấp lương bổng hằng năm cho các người trong họ Tôn Thất. Các nhân viên Tôn Thất mỗi năm, tiền 30 quan và 30 phương gạo. Nếu có người tuổi từ 70 trở lên thì thưởng thêm tiền 6 quan, 6 phương gạo, phụ nữ bớt đi một nửa. Vua Thánh Tổ dụ rằng:"Dòng dõi nhà vua ngày thêm phồn thịnh cho nên lệ cấp lương bổng phải một phen châm chước định lại, cốt ở chỗ vừa phải công bằng, khiến cho sau này dẫu không thêm, nhưng cũng không có lý bớt được mới có thể chi cấp đều được lâu dài, chứ chẳng phải có ý tiếc ơn với người thân đâu. Lũ người đều nên phấn khởi cố gắng, nếu cứ học hành thành đạt, nổi bật tài năng có thể hữu dụng cho nhà nước, chắc triều đình sẽ liệu dùng, thì ơn vua lộc nước, ưu hậu gấp mấy, chứ đâu phải có số lương bổng thường ấy thôi?". Sau lại sửa, nếu làm quan từ Lục phẩm trở lên thì chiếu theo phẩm mà chi lương, còn dưới Lục phẩm thì theo lệ Hộ vệ mỗi năm 24 quan tiền và 24 phương gạo. Vua lại nghĩ đến những Tôn thất nữ ở chi xa không được hưởng lệ cấp lương. Với lòng thương kẻ mồ côi, vỗ nuôi trẻ nhỏ, cũng nên châm chước ra ơn, vậy đặc ân cho 9 người con gái Hoà Tĩnh Phước Long công, mỗi tháng mỗi người 3 quan tiền 2 phương gạo, 2 người con gái Thống chế Tôn Thất Bính, 4 người con gái Đô thống chế Tôn Thất Dịch, 2 người con gái Vệ uý Tôn Thất Tình, 1 người con gái Tôn Thất Đàm, đều cấp cho mỗi tháng mỗi người tiền 2 quan, gạo 1 phương, khi đã đi lấy chồng rồi thì thôi.
Bên cạnh những bổng lộc cố định, thì trong những dịp lễ Tết, hoặc lên ngôi, sinh thần của Hoàng đế và Thái hậu, thì triều đình vẫn thường xuyên ban thưởng cho hoàng tộc. Nhất là hoàng tộc, vì rất nhiều dạng lễ may mắn luôn diễn ra nhằm tạo nên không khí phúc no đủ. Ví dụ như lệ ẵm con cháu đến diện kiến, vào năm Minh Mạng thứ 11 (1830), định lại lệ thưởng bạc cho con trai, con gái của Hoàng tử và các Thân công, được đầy năm, ẵm đến ra mắt Hoàng đế. Lệ trước con trai của Hoàng tử được thưởng 50 lạng bạc, con gái 40 lạng; con gái của Thân công cũng thế. Nay chuẩn định: con trai trưởng của Hoàng tử được thưởng 60 lạng, con gái trưởng 50 lạng; còn con cái về hàng vợ lẽ vẫn theo lệ trước. Con trai trưởng của Thân công thưởng 50 lạng, con gái trưởng 40 lạng, con trai vợ lẽ 40 lạng, con gái vợ lẽ 30 lạng. Lệ này đến năm thứ 14 (1833) thì hủy bỏ.

### Lệ về hôn nhân
Xét về hôn nhân của người thuộc Tôn Thất, đều do cha mẹ chủ quyết, nếu cha mẹ mất cả thì chú bác chủ quyết, còn không thì sẽ do người Hệ trưởng làm Tư giáo trong Tôn Nhân phủ định liệu. Hôn nhân của Hoàng tử và Hoàng nữ triều Nguyễn bị giới hạn về dòng dõi. Từ triều Minh Mạng, Hoàng đế đã ra chỉ dụ về việc liên hôn:
| “                                                      | Con cái các Vương công không lo không được giàu sang, nếu lại kết hôn với đại gia, cự tộc thì sau này đua nhau, gián hoặc có hạng con em không tốt, nương tựa cửa quyền, cậy thế, phạm phép, thành ra không phải cái ý triều đình thiện đãi các thân phiên. Vậy từ nay nên cấm đi. Phàm con cái, cháu các quan ở Kinh từ Tam, Tứ phẩm và ở ngoài các tỉnh từ Bố, án, Lãnh binh trở lên, không được kết hôn với con cái các Hoàng tử Công. Vậy ra lệnh cho Tôn nhân phủ đem điều này ghi vào thể lệ, quy tắc để theo đó thi hành lâu dài. | ” |
| — Đại Nam thực lục - "Thánh Tổ Nhân Hoàng đế thực lục" | |   |

Sang triều Tự Đức, việc con gái hoàng tộc lộng hành càng khiến Hoàng đế có lệnh:
| “                                                     | Gia pháp triều ta rất hay, lệ định em, cháu, con trai, con gái nhà thế gia cự tộc, không được làm thông gia với các Vương công, vì cũng sợ trong đó hoặc có kẻ con em không hiền, cậy thế phạm pháp, thành ra không phải chí ý của triều đình khéo đãi thân phiên. Hiện nay, cái việc Hạ Vân là con Thọ Xuân vương, ý trẫm không thích nghe đến. Vả lại, phàm người rất thân, ở quanh trong Kinh kỳ, cũng muốn khiến cho gần Kinh sư là nơi tốt nhất, để đều hóa ra thiện. Huống chi con gái tước Công từ lâu sinh trưởng ở nơi buồng the sâu thẳm, quen thói kiêu căng xa xỉ, hoặc lỗi lễ phép, há nên một ngày xa lìa dạy bảo ư? Từ nay phàm con cháu các Thân phiên, Hoàng thân gả chồng, lấy vợ, phải theo lệ mà làm, cần phải đều là người ở Kinh, hoặc người quê ở hạt khác, cũng phải nhà ở tại Kinh, mới có thể được làm thông gia. Nếu ở ngoài, thì nhất thiết không cho. Từ trước đã có người nào như thế, cũng di chuyển về ở tại Kinh, không được trái phép mến riêng. Đó là Trẫm thân ái, bảo toàn cho đấy. Tình phép đủ cả, các Thân công nên đều theo ý ấy. | ” |
| — Đại Nam thực lục - "Dực Tông Anh Hoàng đế thực lục" | |   |

Đầu đời Gia Long, Vua Thế Tổ ra định lệ thưởng tư trang đi lấy chồng cho các Hoàng nữ và Công nữ. Con gái Hoàng hậu đi lấy chồng, thưởng cho tư trang 50.000 quan tiền, Trưởng công chúa và Công chúa đều 30.000 quan tiền, con gái Hoàng thái tử 8000 quan tiền, con gái các Hoàng tử Công 5000 quan tiền, cháu gái Hoàng thái tử 3000 quan tiền, cháu gái các Hoàng tử Công là 2000 quan tiền, con gái Trưởng công chúa và con gái các Công chúa 3.000 quan. Sang đời Minh Mạng năm thứ 11 (1830), Vua Thánh Tổ ra dụ định lại lệ thưởng tiền hồi trang cho Hoàng nữ và con gái Hoàng thái tử, lấy làm lệ vĩnh viễn:
- Con gái trưởng của Hoàng hậu theo như cũ thưởng 50.000 quan tiền, con gái thứ đổi định là 40.000 quan tiền.
- Trưởng công chúa vẫn theo cũ thưởng 30.000 quan tiền, Công chúa đổi định là 20.000 quan tiền.
- Con gái trưởng của vợ đích Hoàng thái tử sinh ra, vẫn theo cũ thưởng 8000 quan tiền, con gái thứ đổi định là 6000 quan tiền.
- Con gái trưởng do vợ thứ Hoàng thái tử sinh ra, thưởng 5000 quan tiền, con gái thứ 4000 quan tiền.

Còn như cháu gái Hoàng thái tử, Hoàng tử cùng Công tôn nữ của mọi Hoàng thân Công khác, bất kể từ chi xa đến chi gần, tất đều án theo Chỉ dụ ban ra cụ thể mà lo liệu, không tự động án theo mức định như trên. Sang năm thứ 17 (1836), thêm quy định con gái cả của vợ đích của Hoàng tử hoặc Hoàng thân Công sinh ra, ban sắm tư trang là 3000 quan tiền, con gái thứ vợ đích cùng con gái lớn vợ lẽ sinh ra thì thưởng 2000 quan tiền, còn các con gái khác đều 1000 quan tiền. Đấy là định lệ phân biệt đích-thứ vậy.

### Tư thuộc và dịch lại
Khoảng đầu năm Thiệu Trị, triều Nguyễn bắt đầu quy định rõ về những thứ trật tự, trong đó có số lượng thuộc quan và dịch lại của các Hoàng tử cùng Hoàng thân triều trước. Đến tháng giêng năm đầu Thiệu Trị (1841), Vua Hiến Tổ chính thức ra dụ chỉ:
| “                                                       | Định lại lệ các viên dịch, binh lính của các Hoàng thân Tôn tước. Trước đây, Tân Bình quận công Miên Phong xin mộ thêm Thuộc binh. Hoàng đế dụ rằng: "Hoàng khảo Thánh Tổ Nhân Hoàng đế, hậu đãi bà con thân thuộc, chỉ có hơn lên chứ không kém đi, tự định ra tước lộc cho các Tông thân, đều có thứ bậc, không những là để ưu đãi những bậc thân huân, cũng là để khuyên người có đức nghiệp. Cho nên người họ ở chi xa mà có công với nhà nước cũng được phong đến tước Vương, Hoàng tử là chỗ thân cận mà nếu đức nghiệp chưa tiến, cũng không được lạm dự ân phong. Thực đúng là Thánh nhân lập ra phép rất công bằng, để làm bài dạy, để làm ơn huệ, cho con cháu trăm đời sau, có thể cứ theo phép đã lập thành. Còn về các nhân viên thuộc hạ, tất phải chuẩn định, để noi theo mãi mãi, càng làm rõ lòng của Tiên đế hậu đãi các bậc tông nhân. Chuẩn cho hai bộ Lại và Binh xét xem từ Thân vương cho đến các Tôn tước, phàm người nào có công mà được phong, là bậc thân thuộc gần gũi mà được phong, vì thế tập mà được phong; cùng là Hoàng tử đã mở Các riêng rồi, cùng là Hoàng tử chưa được phong, hoặc là còn ở chung với nhau, hoặc đã ban cho nhà riêng theo thế để làm mức. Về những quan chức, lại dịch, binh đinh trong phủ nên đặt bao nhiêu, như thế nào, cái gì cũng nên bàn tính thoả đáng, đều có thể thi hành được, để làm điển tắc lâu dài, đợi tu sửa định lại, sẽ cho thi hành". Đến đây, lời bàn tâu lên, Hoàng đế chuẩn cho làm theo lời bàn của bộ. Duy có Thuộc binh của các Hoàng thân, có tước Công nhiều hơn lệ định, được gia ơn không phải rút bớt đi nữa. | ” |
| — Đại Nam thực lục - "Hiến Tổ Chương Hoàng đế thực lục" | |   |

Theo đó, phàm các phủ thuộc của các Hoàng tử và Tiên triều Hoàng tử, từ được phong tước Vương đến các Công hầu:
- Phủ Thân vương: Có 1 Trưởng sử, 1 Tư vụ, 1 Chánh bát phẩm Thư lại, 2 Chánh và 2 Tòng cửu phẩm Thư lại, 30 vị nhập lưu Thư lại, Cai đội hoặc Chánh Đội trưởng suất đội, 5 đội Thuộc binh, mỗi đội 50 người.
- Phủ Quận vương: Có 1 Trưởng sử, 1 Tư vụ, 1 Chánh bát phẩm Thư lại, 2 Tòng bát phẩm Thư lại và 2 Tòng cửu phẩm Thư lại, 25 vị nhập lưu Thư lại, 4 Cai đội hoặc Chánh Đội trưởng suất đội, 4 đội Thuộc binh.
- Phủ Thân công: Có 1 Trưởng sử hoặc Phó Trưởng sử, 1 Tư vụ, 1 Chánh và 1 Tòng bát phẩm Thư lại, 2 Chánh và 2 Tòng cửu phẩm Thư lại, 25 vị nhập lưu Thư lại, 3 Cai đội hoặc Chánh Đội trưởng suất đội, 3 đội Thuộc binh.
- Phủ Quốc công: Có 1 Phó trưởng sử, 1 Tư vụ, 1 Tòng bát phẩm Thư lại, 1 Chánh và 1 Tòng cửu phẩm Thư lại, 25 vị nhập lưu Thư lại, 2 Đội trưởng suất đội, 2 đội Thuộc binh.
- Phủ Quận công: Có 1 Quản gia, 1 Tòng bát phẩm Thư lại, 1 Chánh và 1 Tòng cửu phẩm Thư lại, 20 vị nhập lưu Thư lại, 1 Chánh Đội trưởng suất đội, 1 đội Thuộc binh.
- Phủ Huyện công: Có 1 Quản gia, 1 Chánh và 1 Tòng cửu phẩm Thư lại, 15 vị nhập lưu Thư lại, 1 Đội trưởng suất đội, 1 đội Thuộc binh, mỗi đội có 40 người.
- Phủ Hương công: Có 1 Quản gia, 1 Chánh và 1 Tòng cửu phẩm Thư lại, 10 vị nhập lưu Thư lại, 1 Đội trưởng suất đội, 1 đội Thuộc binh, mỗi đội có 30 người.
- Còn các Hoàng tử đã ra Các học, và Hoàng đệ chưa được phong tước mà đã ở nhà riêng, thì theo như lệ định của Hương công.
- Hoàng tử đã ra Các học và Hoàng đệ chưa được phong tước còn ở chung với nhau, thì lấy chỗ nhà ở mà cắt đặt. Năm đường là: Thiền Khánh, Quảng Thiện, Quảng Học, Quảng Cư và Minh Thiện, thì đường nào cũng có 1 Trưởng sử hoặc Phó Trưởng sử, 1 Quản gia, 1 Tư vụ, 1 Chánh và 1 Tòng bát phẩm Thư lại, 1 Chánh và 1 Tòng cửu phẩm Thư lại, 20 vị nhập lưu Thư lại, mỗi đường được một đội lính do vệ Dực Bảo chia ra lệ thuộc vào, không cần phải đặt Thuộc binh riêng.

Phàm các bậc Tôn tước, hoặc người có công được phong, hoặc được thế tập, hoặc được ân phong, từ tước Vương, tước Công đến Phụng quốc lang:
- Phủ Thân vương và Quận vương: 1 Quản gia, 1 Tòng bát phẩm Thư lại, 1 Tòng cửu phẩm Thư lại, 10 vị nhập lưu Thư lại, 1 Chánh Đội trưởng suất đội, 1 đội Thuộc binh, mỗi đội có 50 người.
- Phủ Thân công: 1 Tư vụ, 1 Tòng bát phẩm Thư lại, 6 vị nhập lưu Thư lại, 1 Đội trưởng suất đội, 40 Thuộc binh.
- Phủ Quốc công: 1 Chánh bát phẩm Thư lại, 1 Tòng cửu phẩm Thư lại, 6 vị nhập lưu Thư lại, 1 Đội trưởng suất đội, 30 Thuộc binh.
- Phủ Quận công: 1 Tòng bát phẩm Thư lại, 5 vị nhập lưu Thư lại, 20 Thuộc binh.
- Phủ Huyện công: 1 Tòng bát phẩm Thư lại, 4 vị nhập lưu Thư lại, 15 Thuộc binh.
- Phủ Hương công: 1 Chánh cửu phẩm Thư lại, 3 vị nhập lưu Thư lại, 10 Thuộc binh.
- Huyện hầu và Hương hầu: 1 Tòng cửu phẩm Thư lại, 2 vị nhập lưu Thư lại, 7 Thuộc binh.
- Kỳ nội hầu và Kỳ ngoại hầu: 1 Tòng cửu phẩm Thư lại, 2 vị nhập lưu Thư lại, 6 Thuộc binh.
- Còn xuống nữa chỉ có Thuộc binh: Đình hầu, Trợ quốc khanh, thì 5 Thuộc binh. Tá quốc khanh, Phụng quốc khanh, thì 4 Thuộc binh. Trợ quốc uý, Tá quốc uý, Phụng quốc uý, thì 3 Thuộc binh. Trợ quốc lang, Tá quốc lang, Phụng quốc lang, thì 2 Thuộc binh.

Cũng trong đợt quy định này, Vua Hiến Tổ cho định lại thể lệ về những người theo hầu Hoàng thân, Công chúa có số hạn. Trước kia, khi Vua Thánh Tổ rước Từ giá của Hoàng thái hậu đến chơi vườn Cơ Hạ, Hoàng thân Công và các Công chúa đều ở chỗ chầu hầu, những người đi theo hầu các phủ đều chực ở ngoài cửa nách, chiều đến tiếng nói ồn ào, người canh cửa không ngăn cấm được. Thị vệ đem việc ấy ra nói. Quan viên là Phan Tùng ở vệ Cẩm y cũng tâu nói:"Từ trước đến nay, các Hoàng tử Công và các Công chúa, khi ra vào trong Hoàng thành, số người theo hầu chưa có hạn định. Vậy xin châm chước định ra chương trình". Đến đây, Vua Hiến Tổ mới bèn sai Tôn Nhân phủ hội đồng với bộ Lễ bàn luận rồi tâu lên, chuẩn định làm lệ:
- Các Hoàng thân thường ngày chầu hầu: Khi đến ngoài các cửa Hoàng thành, thì xe cộ và người khiêng xe kiệu đứng lại đấy, 1 người cầm lọng và 2 người hầu theo vào. Khi có mang Triều phục thì cho đem thêm 2 người hầu nữa theo vào, đến chỗ góc tường Đãi lậu viện ở 2 bên thì người cầm lọng dừng lại, đến ngoài các cửa Nhật Tinh, Nguyệt Anh và Duyệt Thị thì người theo hầu đứng lại đấy.
- Các Công chúa đi chầu hầu: Khi đến ngoài các cửa Hiển Nhân, Chương Đức ở Hoàng thành, thì người cầm lọng dừng lại đấy, 2 người khiêng xe kiệu và đầy tớ gái theo vào, đến các cửa cấm ở Cung thành, thì người khiêng xe kiệu và người hầu gái đứng đấy, do đầy tớ trong cung tiếp nhận xe kiệu đưa vào để một chỗ, rồi chầu hầu theo như lễ.
- Khi ngự giá đi tuần du: các Hoàng thân có đến chầu hầu, thì bọn người khiêng xe kiệu đến ngoài các cửa cấm đều đứng cách 15 trượng, 1 người cầm lọng, 2 người theo hầu đều đứng cách 5 trượng. Các Công chúa có đến chầu hầu, người khiêng xe kiệu, đầy tớ gái và lọng đều đến ngoài cửa cấm đứng lại, do đầy tớ trong cung tiếp hộ theo vào chầu hầu đúng như lễ.
- Khi có đến chầu hầu ở cung Từ Thọ: xe kiệu và người khiêng của các hoàng thân, cũng đều đứng cả ở ngoài Hoàng thành, chỉ cho đem theo 1 người cầm lọng và 2 người đi hầu, nếu có đem Triều phục, cũng cho đem thêm 2 người, đều đến ngoài cửa Thiên Thọ đứng lại. Các công chúa thì xe, kiệu, người khiêng và lọng khi đến ngoài cửa Diễn Trạch đều đứng lại, không được theo vào. Chỗ các người theo hầu đều phải im lặng, đứng chực, không được làm ồn ào. Còn Hoàng thân, Công chúa nếu có cung tiến phẩm vật gì, thì phu khiêng đồ lễ đến ngoài cửa Hiển Nhân, Chương Đức, đều đứng lại; Hoàng thân, Công chúa đem việc dâng lễ tâu lên, nếu được thu nhận, thì do Thị vệ xứ liệu sai quân Cẩm y khiêng thay, đem đến Duyệt thị đường, do Thái giám chuyển tiến; phu khiêng lễ vật không được theo vào.

Đến năm thứ 5 (1845), Vua Hiến Tổ lại cho sửa chữa một chút:
| “                                                       | Định lại lệ đi đứng khi vào chầu hầu của Hoàng thân. Lệ cũ, các Hoàng thân và những người họ ngoại, khi vào trong Hoàng thành đều không được đi kiệu và mang nhiều thuộc viên trong phủ. Đến đây, Hoàng đế dụ Nội các rằng:"Các Thân công như Kiến An, Định Viễn, Diên Khánh, Điện Bàn, Thường Tín, An Khánh, Từ Sơn đều là chú của Trẫm, là bậc tuổi nhiều, đức thịnh, phiên thần của Thiên tử, đều cho đi kiệu ở trong Hoàng thành, đến cửa Nhật Tinh, Nguyệt Anh và các cửa Tả dịch ở viện Đãi lậu bên tả, bên hữu thôi. Trong đó, lại cho các Kiến An, Định Viễn, Diên Khánh, Điện Bàn đều là những bậc tuổi ngày càng nhiều, được mang 2 - 3 người thuộc viên trong phủ theo hầu, để phòng sai gọi, tỏ ra có sự biệt đãi khác người". Lại dụ: "Thái trưởng công chúa đã được phong, vào cửa Hoàng thành được mang thêm ba phu kiệu, vào cửa Cung thành được mang thêm hai người lão tỳ. Thái trưởng công chúa chưa được phong, vào cửa Hoàng thành được mang thêm hai phu kiệu, vào cửa Cung thành được mang thêm một người lão tỳ". | ” |
| — Đại Nam thực lục - "Hiến Tổ Chương Hoàng đế thực lục" | |   |

### Thụy hiệu và lệ tang ma
Năm Tự Đức thứ 21 (1873), Vua Dực Tông định lệ thụy hiệu chung cho Hoàng tử và Hoàng nữ:
- Thân vương, thụy là Đoan Cung (端恭);
- Quận vương, thụy là Trang Cung (莊恭);
- Thân công, thụy là Cung Túc (恭肅);
- Quốc công, thụy là Cung Mục (恭睦);
- Quận công, thụy là Cung Lượng (恭亮);
- Công chúa, thụy là Mỹ Thục (美淑);

Sau khi qua đời, Hoàng tử và Hoàng nữ dựa theo tước phong mà cấp thụy hiệu như đã được nghị định. Trừ phi có cống hiến nhất định mới suy xét nghĩ thụy hiệu riêng biệt để vinh danh, còn không thì đều án theo thụy hiệu như trên mà ban tặng.
Cũng trong những năm này, định lệ cấp đồ chôn cất của Hoàng thân, Vương công và Công chúa. Theo đó:
- Thân vương: 10 chiếc áo các màu, 5 chiếc quần, 38 thước đoạn gấm đều màu đỏ, 33 thước nhiễu thường, hoa, màu hàng nam, 28 thước nhiễu cống, 35 thước nhiễu trơn hàng nam sắc đỏ, 28 thước lụa dày sắc đỏ, 338 thước lụa thường các sắc, 2.500 quan tiền.
- Quận vương: các hạng cũng cấp như Thân vương, riêng tiền giảm 500 quan.
- Thân công: 8 cái áo, 4 cái quần, 20 thước gấm đoạn Tống màu lục, 18 thước nhiễu thường sắc đỏ hàng nam, 33 thước đoạn tơ 8 sợi sắc lam và lục, 28 thước sa cống màu, 35 thước nhiễu trơn hàng nam màu đỏ, 28 thước lụa dày, 337 thước lụa thường, (2 hạng dưới cũng thế), 1.600 quan tiền.
- Quốc công: 7 chiếc áo, 4 chiếc quần, 20 thước đoạn gấm giả màu lam, 18 thước nhiễu thường màu đỏ hàng nam, 33 thước đoạn tơ 8 sợi màu lam và lục, 28 thước sa thường, 35 thước nhiễu trơn hàng nam sắc đỏ, 1.200 quan tiền.
- Quận công: 6 chiếc áo, 4 chiếc quần, 20 thước đoạn gấm giả màu lục, 18 thước nhiễu thường sắc đỏ hàng nam, 33 thước đoạn tơ 8 sợi màu lam lục, 28 thước sa hạng thường các màu, 35 thước nhiễu trơn hàng nam màu đỏ, 1.000 quan tiền.
- Hoàng thân chưa được phong, đã có phủ đệ, tuổi từ 12 trở lên: 5 chiếc áo, 4 chiếc quần, 20 thước nhiễu thường sắc đỏ hàng nam, 51 thước đoạn tơ 8 sợi màu lam lục, 28 thước sa thường, 32 thước nhiễu trơn hàng nam màu đỏ, 28 thước lụa dày, 270 thước lụa thường, 800 quan tiền.
- Công chúa đã được phong: 6 chiếc áo, 4 chiếc quần, 20 thước gấm đoạn giả màu lục, 18 thước nhiễu thường màu đỏ hàng nam, 33 thước đoạn tơ 8 sợi màu lam lục, 28 thước sa thường các sắc, 35 thước nhiễu trơn hàng nam sắc đỏ, 28 thước lụa dày, 337 thước lụa thường, 2 hạng dưới cũng thế, 1.000 quan tiền.
- Công chúa chưa được phong đã gả chồng: 5 chiếc áo, 4 chiếc quần, 20 thước nhiễu thường sắc đỏ hàng nam, 51 thước đoạn tơ 8 sợi màu lam lục, 28 thước sa hạng thường, 35 thước nhiễu trơn sắc đỏ hàng nam, 800 quan tiền. Công chúa chưa gả chồng, 4 chiếc áo, 3 chiếc quần.
- Hoàng thân chưa được phong, chưa có phủ đệ, tuổi từ 12 trở lên: 5 chiếc áo, 4 chiếc quần, còn tiền và các đồ vật để liệm đều theo như nghị trước, 2 khoản dưới cũng thế. Còn Hoàng thân 12 tuổi trở xuống, 4 chiếc áo, 4 chiếc quần.
- Quan tài và tiền do triều đình chi trả: Thân vương, Quận vương, Thân công đều 250 quan tiền; Quốc công, Quận công và các Công chúa đã được phong đều cấp 200 quan tiền. Còn Hoàng thân, Công chúa chưa được phong đều cấp 150 quan tiền.

Còn lệ về mộ phần, đã quy định từ tháng 12 năm Tự Đức thứ 16 (1863). Chuẩn định quy thức nhà thờ ở mộ của các Hoàng thân, Vương công và Công chúa.
- Thân vương, Quận vương và Thân công: tường trong cao 4 thước 4 tấc, dày 1 thước 4 tấc, (trở xuống dưới đây chiều dày đều như nhau), dài 2 trượng 7 thước, đường kính ngang 2 trượng 7 tấc. Tường ngoài cao 4 thước 5 tấc, dày 2 thước 2 tấc (trở xuống dưới đây chiều dày đều bằng nhau), dài 5 thước 4 tấc, đường kính ngang 4 trượng 5 thước. Tường mặt trước ở chính giữa xây một cái cửa hình vòng Mặt Trăng. Cánh cửa dùng gỗ sơn son. Bên trong cánh cửa ấy trước cái bình phong dựng một tấm bia đá khắc chữ "[Thân vương, Quận vương hoặc Thân công] chi tẩm" [nghĩa là nhà thờ ở mộ của Thân vương, Quận vương, Thân công tên là mỗ]. Trước cửa xây cái sân để lễ có 2 đợt, mỗi đợt dài 6 thước, tường thấp ở phía trước và 2 bên tả, hữu cao 1 thước 8 tấc, dày 7 tấc, giới hạn đất cấm xung quanh đều 20 trượng.
- Quốc công, Quận công và Công chúa đã được phong: tường trong cao 3 thước 6 tấc, dài 2 trượng 3 thước, đường kính ngang 2 trượng 3 tấc; tường ngoài cao 4 thước 1 tấc, dài 4 trượng 5 thước, đường kính ngang 3 trượng 6 thước. Cửa hình vòng Mặt Trăng và bia đá cũng y như trên, nhưng không xây sân lễ và tường thấp (dưới cũng thế), giới hạn đất cấm chung quanh đều 12 trượng. Chưa được phong thì tường trong cao 3 thước 2 tấc, dài 2 trượng 1 thước, đường kính ngang 1 trượng 8 thước; tường ngoài cao 4 thước, trường 3 trượng 6 thước, đường kính ngang 3 trượng 2 thước. Bia đá khắc chữ "Tiền triều, Tiên triều Hoàng thân hoặc Công chúa chi mộ", đất giới hạn cấm chu vi đều 8 trượng. Chu vi giới hạn đất cấm nói trên này đều xây cột gạch ở chỗ giáp giới để làm dấu.

## Quý tộc

### Nam giới
Hệ thống tước vị dành cho quan thời Nguyễn, là Ngũ đẳng tước có từ thời nhà Chu. Trước năm Gia Long thứ 5 (1806), tước hiệu của Vua Thế Tổ là Vương do đó giai đoạn đầu triều Nguyễn không phong tước Vương. Trong giai đoạn này tước vị của tôn thất và quan thần chưa được phân biệt. Hệ thống tước vị triều đại Gia Long gồm:
- Công (公): chia làm Thân công, Quốc công và Quận công, là tước vị ban phong cho Hoàng thất và Công thần. Không tập ấm.
- Hầu (侯): tước vị thường ban cho Thượng thư. Không tập ấm.
- Bá (伯): tước vị ban cho từ Chánh ngũ phẩm văn giai và Tòng lục phẩm võ giai trở xuống. Không tập ấm.
- Tử (子): tước vị ban cho từ Chánh lục phẩm văn giai và Tòng cửu phẩm võ giai trở xuống. Không tập ấm.
- Nam (男): tước vị ban cho từ Chánh bát phẩm văn giai. Không tập ấm.

Lại định tước phong con cháu công thần Vọng Các. Thời Gia Long, chỉ có một số công thần hỗ trợ cho Thế Tổ trong thời kỳ lưu vong tại Bangkok thì mới được ban phong và tập ấm, nhóm này gọi chung là ["Công thần Vọng Các"]. Tập ấm đều lấy con trưởng cháu trưởng, nếu không có con trưởng cháu trưởng thì lấy ngành thứ cho thừa tập, án theo lệ tập ấm thời Nguyễn thì mỗi đời giảm một bậc.
Thứ tự tước hiệu công thần Vọng Các như sau:
- Khinh xa đô úy (輕車都尉): hàm Tòng nhị phẩm;
- Kiêu kỵ đô úy (驕騎都尉): hàm Tòng tam phẩm;
- Kỵ đô úy (騎都尉): hàm Tòng tứ phẩm;
- Phi kỵ úy (飛騎尉): hàm Tòng ngũ phẩm;
- Ân kỵ úy (恩騎尉): hàm Tòng lục phẩm;
- Phụng ân úy (奉恩尉): hàm Tòng thất phẩm;
- Thừa ân úy (承恩尉): hàm Tòng bát phẩm;

Sang thời Minh Mạng, khi Vua Thánh Tổ lên ngôi thì chiếu cáo chính thức phong Ngũ tước. Thánh Tổ dụ Nội các:
| “                                                    | ... Khoảng năm Gia Long, vì triều đình ta noi theo tục cũ nhà Đinh và nhà Lê khi trước, có nhiều quan viên được lạm phong tước Hầu, tước Bá, nhưng không có đất ăn lộc, chỉ có cái tên gọi đẹp mà thôi, cho nên đức Hoàng khảo ta (tức Vua Thế Tổ) cho đổi làm quan chức thế tập, phong cả một loạt công thần để nêu rõ sự khen thưởng. Lại muốn bắt chước Tam đại khi xưa, vinh phong cho Ngũ đẳng tước, nhưng tiếc rằng chưa kịp làm! Ta nối phước xưa, kính theo chí trước, chấn hưng lễ, nhạc, sửa sang việc binh, việc hình, chia đặt quan chức trong ngoài yên lặng, xây đắp thành lũy, củng cố thành trì, trăm việc cử hành, đều mong đi đến chỗ thiện mỹ. Nay được lúc nước nhà hơi rỗi, chính là lúc nên thưởng tước, đền công, để đáp lại công lao đặc biệt của các công thần. Năm trước đã liệt những công thần quá cố vào hàng phối hưởng ở miếu đình, ban cho tước Vương, tước Công, tước Hầu, và đất ăn lộc tưởng đã đủ yên ủi được vong hồn họ rồi. Nay những công thần còn ở triều đình như Tiền quân Đô thống phủ Chưởng phủ sự là Trần Văn Năng, Trung quân Đô thống phủ Chưởng phủ sự là Tống Phước Lương, thự Hậu quân Đô thông phủ Chưởng phủ sự là Phan Văn Thúy, đều là những người lập được nhiều công trạng vẻ vang ở đầu đời trung hưng. Vậy phong cho Trần Văn Năng làm Lương Tài hầu, Tống Phước Lương làm Vĩnh Thuận hầu, Phan Văn Thúy làm Chương Nghĩa hầu. Thự Tả quân Đô thống phủ Chưởng phủ sự Nguyễn Văn Hiếu, Tổng đốc An - Biên Nguyễn Văn Quế, Thần sách quân Tiền dinh Thống chế Phạm Văn Lý đều đã bày tỏ công to, rõ ràng khó nhọc. Vậy phong Nguyễn Văn Hiếu làm Lương Năng bá, Nguyễn Văn Quế làm An Lương bá, Phạm Văn Lý làm Quảng Công bá. Vũ lâm dinh Tả dực Thống chế Nguyễn Văn Trọng, Tổng đốc Bình - Phú Đoàn Văn Trường, thự Hữu quân Đô thống phủ Chưởng phủ sự Nguyễn Văn Khánh đều đã cầm quân lâu năm, rõ rệt có tài năng và công lao. Vậy phong Nguyễn Văn Trọng làm Hoàng Trung tử, Đoàn Văn Trường làm Diên Hựu tử, Nguyễn Văn Xuân làm Hiệu Thuận tử. Vũ lâm dinh Hữu dực Thống chế là Nguyễn Tăng Minh, theo đòi lâu ngày, có chút công lao. Vậy phong làm Vận Hội nam. Còn đối với người có công đầu là Võ Tánh đã quá cố, năm trước đã truy phong làm Hoài Quốc công, tưởng đã là vinh quang ở nơi chín suối. Song công nhiều thì thưởng nhiều, đáng nên đời đời hưởng tước lộc. Tên Khánh là con dẫu hư hỏng nhưng đã ốm chết rồi, cũng truy tặng quan chức rồi. Nay còn người cháu của Võ Tánh là Kiêu kỵ đô úy Võ Mỹ chắc có thể giữ được nghiệp nhà, nối chức thế tập. Vậy đổi phong làm Hoài bá, để nối hưởng đất ăn lộc của ông. Phàm mọi công việc ban cấp sắc ấn đều do bộ Lễ bàn, tâu, đợi chỉ thi hành. Còn công thần khác đã chết cũng nhiều, sau sẽ truy phong, để đời đời được vinh sủng đến khi sông cạn núi mòn. | ” |
| — Đại Nam thực lục - "Thánh Tổ Nhân Hoàng đế bản kỷ" | |   |

Theo định lệ ấy, Ngũ đẳng tước triều Nguyễn được quy định:
- Công (公), thường cao nhất là Quốc công (國公), kế là Quận công (郡公);
- Hầu (侯), lãnh hàm Quản cơ, vị Chánh tứ phẩm;
- Bá (伯), lãnh hàm Phó quản cơ, vị Tòng tứ phẩm;
- Tử (子), lãnh hàm Cai đội, vị Chánh ngũ phẩm;
- Nam (男), lãnh hàm Chánh đội trưởng, vị Chánh lục phẩm;

Quy định về tên phong tước của Ngũ đẳng tước như sau từ trước, các công thần được tích phong, hoặc lấy tên phủ huyện, hoặc lấy tên tổng, xã, thôn, chưa từng chép ra quy tắc nhất định. Đến đời Minh Mạng dụ rằng: "Triều đình đặt ra 5 tước, đã có Công, Hầu, Bá, Tử, Nam khác nhau, thì ở trong đó lấy tên đất làm đầu, cũng nên có tên phủ, huyện, tổng, xã, thôn để phân biệt. Chuẩn định: Từ nay về sau, tính phong cho các công thần, tước Quốc công, Quận công thì lấy tên phủ, tước Hầu lấy tên huyện, tước Bá lấy tên tổng, tước Tử lấy tên xã, tước Nam lấy tên thôn, để cho có thứ bậc khác nhau. Nếu có tiến phong lên, cũng vẫn dùng tên đất lúc mới phong, không được viện cớ xin đổi phong lại". Còn như về thụy hiệu, không như thành viên hoàng tộc, thụy của quý tộc đều án theo chức hàm mà định sẵn (xem bài Quan chế nhà Nguyễn để thêm chi tiết), chứ không án theo tước.
Quy định sách ấn và đãi ngộ các loại tước: 
- Sách để phong, gọi là Cáo trục: Tước Hầu và tước Bá dùng lụa Tàu vàng 8 sợi, tước Tử và tước Nam dùng lụa ta vàng 8 sợi, chung quanh đều thêu. Riêng tước Công án theo lệ tước Công nói chung của hoàng thất.
- Các loại Ấn bằng đồng, núm thẳng, dấu kiềm bằng ngà: Ấn tước Hầu vuông 1 tấc 6 phân, 2 ly, dày 2 phân 7 ly; dấu kiềm bằng ngà vuông 5 phân 4 ly. Ấn tước Bá vuông 1 tấc 5 phân 3 ly, dày 2 phân 3 ly; dấu kiềm bằng ngà vuông 5 phân. Ấn của tước Tử vuông 1 tấc 4 ly, dày 2 phân 2 ly; dấu kiềm bằng ngà vuông 4 phân 5 ly. Ấn của tước Nam vuông 1 tấc 3 phân 5 ly, dày 2 phân 1 ly; dấu kiềm bằng ngà vuông 4 phân 1 ly.
- Mặt ấn khắc chữ triện đều dùng tên đất được phong và tước phong. Thí dụ như ấn khắc năm chữ ["Lương Tài hầu chi ấn"]; kiềm ngà khắc 2 chữ ["Lương Tài"], các tước khác cũng theo đó mà suy ra. Duy ấn Hoài bá thì khắc bốn chữ ["Hoài bá chi ấn"], kiềm ngà khắc hai chữ ["Hoài bá"].
- Lễ tích phong: Trước kỳ đã định do bộ Lại tự chọn ngày lành tâu xin sai quan bưng sắc ấn, để làm lễ tuyên phong. Làm lễ xong, đều làm từ biểu tạ ơn.
- Những viên mới được phong tước: Từ ngôi thứ đến bổng lộc đều vẫn theo phẩm trật, chứ không kể tước phong cấp bậc cao thấp. Còn những chương sớ, công văn thì trong văn bản trước hết đề quan chức hiện làm, sau mới đề ["tước phong + họ tên"], rồi đóng ấn triện bản chức. Việc tư thì trước hết đề tước phong sau đến quan chức đương làm và họ tên, rồi đóng ấn tước phong.

Quy định lệ tập tước:
- Người được phong tước Công: 5 đời được tập tước, con tập tước Hầu, cháu tập tước Bá, chắt tập tước Tử, chút tập tước Nam, chít (cháu sáu đời) tập Cẩm y Hiệu úy.
- Người được phong tước Hầu: 4 đời được tập tước, con tập tước Bá, cháu tập tước Tử, chắt tập tước Nam, chút tập tước Cẩm y Hiệu úy.
- Người được phong tước Bá: 3 đời được tập tước, con tập tước Tử, cháu tập tước Nam, chắt tập tước Cẩm y Hiệu úy. Còn như người được phong tước Tử thì 2 đời được tập tước, con tập tước Nam, cháu tập Cẩm y Hiệu úy. Người được phong tước Nam thì 1 đời được tập tước, tức người con tập Cẩm y Hiệu úy. Trong đó, chức Cẩm y Hiệu ý trật Chánh ngũ phẩm, sang năm thứ 18 (1837), đổi tập ấm tước Nam thành Thiên hộ, trật Chánh thất phẩm.
- Phàm những bề tôi được phong tước, sau khi chết, con trưởng dòng đích đã từ 20 tuổi trở lên, do bộ Binh xét thực thấy xứng đáng thì tâu cho tập tước, nếu không thì sẽ chọn lấy người hiền trong các con thứ mà cho. Nếu tất cả đều hư hỏng, mà hàng cháu có người tuấn tú, nết na thì đợi đến lúc đủ tuổi, không cứ là trưởng hay thứ, cũng cho xét thực, tâu lên rồi đợi chỉ.

Tuy lệ tập ấm giáng tước đã rõ, nhưng đối với công thần đặc biệt, nếu Hoàng đế muốn giữ nguyên hay đặc ân ban cao hơn đều có thể được. Ví dụ việc tấn phong cháu của công thần Võ Tánh là Phó vệ uý vệ Trung dinh Hổ uy Hoài bá Võ Mỹ làm Hoài hầu. Chỉ dụ nói:
| “                                                    | Hoài Quốc công Võ Tánh, khi nghiệp vua mới nổi lên từng đi đánh dẹp, kính theo chăm chỉ khó nhọc; lại biết trọn tiết với thành bị thế cô, trung thành rõ rệt, trước kia phép lớn truy phong ban tước Quốc công, nếu theo thứ tự giáng phong, thì con viên ấy được tập phong tước Hầu, cháu được tập phong tước Bá, nhưng công liệt của ông ghi khắc vào cờ, mà vì nước bỏ mình, chưa được hưởng lộc đỉnh chung, con viên ấy là Võ Khánh chết sớm, tuy đã truy cho chức hàm, chưa được tập tước. Trẫm nghĩ đến công lao trung thần, phải trọng báo hậu, cháu viên ấy Võ Mỹ, nên tấn phong tước Hầu, để được nhiều ơn đặc biệt. | ” |
| — Đại Nam thực lục - "Thánh Tổ Nhân Hoàng đế bản kỷ" | |   |

Con cháu nhà Lê và Chiêm Thành, đều bắt đầu phong tước Hầu và tước Bá để hương khói. Năm Minh Mạng thứ 15 (1834), Vua Thánh Tổ ra chỉ dụ:
| “                                                    | Hoàng khảo ta được nước của người, không làm mất hương khói của người, ban ơn như thế, thực đã hơn hẳn nghìn xưa. Nay ta nối ngôi, thể theo lòng tốt, đã phong tước hầu cho con cháu nhà Lê và tước bá cho con cháu nước Chiêm. Làm thế không phải muốn để lấy lòng con cháu hai họ, cũng không phải mong tổ tiên hai họ phù hộ báo ơn, chẳng qua cái nghĩa bảo tồn dòng dõi của triều trước đã mất, phải nên như thế. Ngặt vì nửa chừng, Duy Lương, con cháu nhà Lê, quên ơn cắn trả và tên Thừa, con cháu nước Chiêm, thông đồng với giặc, đến nỗi ta muốn làm ơn cũng không làm vào đâu được. | ” |
| — Đại Nam thực lục - "Thánh Tổ Nhân Hoàng đế bản kỷ" | |   |

Về lương bổng, những đại thần có tuy có tước song thường ăn bổng theo chức quan. Năm Tự Đức thứ 27 (1874), Vua Dực Tông định rõ lệ cấp đất cho Ngũ đẳng tước như sau:
| “                                                   | Ban phong Ngũ tước là để đãi người có công đặc biệt, được thưởng lâu đời, đời xưa đều có ấp ăn lộc, phép nhà Hán người có công to thì ăn lộc Huyện hầu, công nhỏ ăn lộc Hương hầu, Đình hầu. Phép nhà Đường ấp ăn lộc, có 5 hạng 3.000 hộ, 7 hạng 300 hộ. Nay công thần phong tước chỉ được theo đời giáng xuống tập phong, tưởng chưa đủ để tỏ báo ơn dày khuyến khích hậu, nên bàn cấp ruộng hoặc thêm bổng lộc, để khuyến khích người có công lao tài năng. Sau đình thần bàn cấp ruộng, được chuẩn cho tước Công 10 mẫu, tước Hầu 8 mẫu, tước Bá 6 mẫu, tước Tử 4 mẫu, tước Nam 3 mẫu, do quan địa phương các nguyên quán viên ấy trích ruộng công, hoặc mua ruộng tư, chiếu lệ mà cấp cho, đều dùng ruộng tốt. Công thần ấy đã quá cố thì để cung việc thờ cúng, hiện còn thì để cung làm ruộng lộc điền (trừ lệ bổng ra), đời đời con cháu làm nghiệp riêng mãi, thuế lệ đều miễn cả. Trừ Minh Mạng năm thứ 11 trở về trước, lạm cho tước hiệu lúc mới dựng nước, chuẩn cho Tứ phẩm trở lên tước Hầu, Ngũ phẩm tước Bá, Lục và Thất phẩm tước Tử, Bát phẩm đến Vị nhập lưu đều tước Nam. Minh Mạng năm thứ 12 bỏ bớt các chữ Hầu, Bá, Tử, Nam cùng là ân phong, tập phong (như ông cha được phong mà con cháu được tập tước giáng phong) và người không có người coi giữ việc thờ, không nên cấp ra, còn thì từ Minh Mạng năm thứ 12 trở về sau, các quan được vinh ban tước hiệu, chưa được cấp ruộng, thì chiểu theo số mẫu mới định trích cấp, người nào là nguyên trước đã có cấp ruộng, thì theo lệ mới liệu để lại, ít thì theo lệ mới cấp thêm. Lại như ruộng tự điền cấp trước ở 6 tỉnh Nam Kỳ, sau được đổi cấp bằng tiền, cũng đều ở nơi con cháu hiện ở, đổi cấp bằng ruộng thực. | ” |
| — Đại Nam thực lục - "Dực Tông Anh Hoàng đế bản kỷ" | |   |

### Nữ giới
Thê thất của quan viên triều Nguyễn cũng theo hạng ngạch của chồng mà được triều đình cân nhắc phong tặng, họ được gọi là Mệnh phụ hay Ngoại mệnh phụ (外命婦).
Năm Minh Mạng thứ 7 (1826), vua Thánh Tổ ban lệnh chuẩn định việc phong ân sung thụy hàm cho phu nhân (nếu chỉ một vợ) hoặc các phu nhân (nếu nhiều vợ) của các quan viên. Thụy hàm này không phân biệt trật chánh tòng hoặc ban văn võ, được chuẩn định như sau:
- Vợ quan Nhất phẩm: Phu nhân (夫人);
- Vợ quan Nhị phẩm: Phu nhân (夫人), sau đổi Đoan nhân (端人)[7];
- Vợ quan Tam phẩm: Thục nhân (淑人);
- Vợ quan Tứ phẩm: Cung nhân (恭人);
- Vợ quan Ngũ phẩm: Nghi nhân (宜人);
- Vợ quan Lục phẩm: An nhân (安人);
- Vợ quan Thất phẩm: An nhân (安人), sau đổi Nhu nhân (柔人)[7];
- Vợ quan Bát phẩm: Nhụ nhân (孺人), sau đổi Cẩn nhân (謹人)[7];
- Vợ quan Cửu phẩm: Nhụ nhân (孺人);

Cũng như triều Thanh, tước của các Mệnh phụ chỉ biểu trưng cho địa vị "vợ quan" của các bà, mà không có lương bổng gì cụ thể. Trong các đại định phong tặng, thường Mệnh phụ của quan Tam phẩm trở lên là thường xuyên được gia ân, cũng như được vào cung tham gia triều bái. Các vợ của ngoại thích, tức mẹ của Hoàng thái hậu, do chồng đều thường được phong làm Quốc công, nên các bà đều dựa theo tước chồng và thêm danh xưng ["Nhất phẩm phu nhân"]. Ví dụ chỉ dụ truy phong cho nhà Thuận Thiên Cao Hoàng hậu (mẹ Vua Thánh Tổ) như sau:"Gia tặng cho Thái phó Đông các Đại học sĩ Ba Quốc công Trần Hưng Đạt hàm Vinh lộc đại phu Cần Chính điện Đại học sĩ, Thái sư, đổi phong là Thọ Quốc công. Chính thất của ông là Lê Thị được gia tặng là Thọ Quốc Nhất phẩm phu nhân".
Mũ áo của các bà thời đầu Gia Long đến trước Tự Đức đều có vẻ tùy tiện, về cơ bản có mũ và màu áo đều án theo phẩm của chồng. Phàm đồ nữ trang từ Tam phẩm trở lên, Mệnh phụ được dùng toàn vàng, còn thì dùng cả bạc. Thời Tự Đức, định lại lễ mũ áo của mệnh phụ bên văn bên võ. Buổi đầu năm Minh Mạng, đã định mẫu thức màu sắc số mục về áo mũ chầu cho các mệnh phụ, sai tự may sắm lấy, mà cấp bậc gián hoặc có thứ chưa đủ. Đến bấy giờ cho bộ Lễ châm chước thêm bớt bàn lại cho thi hành. Theo đó thì:
- Triều phục của mệnh phụ văn võ Chánh và Tòng nhất phẩm: một cái mũ bao tóc có đóa hoa vàng, hết 9 đồng cân vàng; 8 cái trâm vàng hết 9 đồng cân vàng; 1 cái áo cổ bằng sa mỏng màu tím dệt hoa mẫu đơn tròn xen kim tuyến 5 sắc, trong lót lụa màu cánh kiến, cổ áo ấy 2 lần đều bằng đoạn tơ đậu tám trong màu trắng trơn bóng, ngoài màu đỏ thẫm thêu cành hoa con chim, viền bằng đoạn trơn màu tím, cúc áo bằng một đóa hoa vàng chạm, khảm hột pha lê, 2 cái móc áo bằng vàng (hết 3 đồng 3 phân vàng); 1 cái xiêm bằng đoạn tơ đậu tám màu đỏ thẫm dệt hoa tròn 5 màu xen kim tuyến, viền bằng cẩm đoạn nhất đệ thoa Kim liên màu tím, trong lót bằng lụa trắng; một đôi giày đỏ, thêu cành hoa con chim; một đôi bít tất, thân màu tím đường ngăn bằng lụa trắng, trong lót màu đỏ có hoa đều đoạn nam trơn viền bằng cẩm đoạn nền mãn kim màu tím, dưới đế bằng vải trắng.
- Triều phục của mệnh phụ quan văn võ Chánh và Tòng nhị phẩm: 1 cái mũ bao tóc có 8 đóa hoa vàng, hết 7 đồng 7 phân vàng, 8 cái trâm bạc mạ vàng hết 6 đồng 9 phân bạc 1 đồng cân vàng); 1 cái áo cổ bằng, bằng sa mỏng, màu thiên thanh dệt hoa mẫu đơn tròn 5 màu xen kim tuyến, trong lót lụa màu cánh kiến, cổ áo ấy 2 lần bằng đoạn tơ đậu tám trơn bóng trong màu trắng ngoài màu đen, thêu cành hoa con chim, viền đoạn trơn màu tím, cúc áo 1 đóa hoa vàng chạm, khảm hột pha lê (hết 2 đồng cân vàng), 2 cái móc áo bằng bạc (hết 2 đồng cân 2 phân bạc); 1 cái xiêm bằng đoạn tơ đậu tám màu trắng dệt hoa tròn 5 màu xen kim tuyến, viền bằng cẩm đoạn hạng nhất màu tím hoa Kim liên, trong lót lụa trắng; 1 đôi giày đỏ, thêu cành hoa con chim; một đôi bít tất, thân màu tím, đường ngăn bằng lụa trắng, trong lót màu đỏ có hoa, đều bằng đoạn nam trơn, viền bằng cẩm đoạn nền mãn kim màu tím, dưới đế bằng vải trắng.
- Triều phục của mệnh phụ quan văn võ Chánh và Tòng tam phẩm: 1 cái mũ bao tóc có 8 đóa hoa, 8 cái trâm đều bằng bạc mạ vàng hết 2 lạng 2 đồng 1 phân bạc, 6 đồng 8 phân vàng); 1 cái áo cổ bằng, bằng sa mỏng màu tím, dệt hoa mẫu đơn tròn xen kim tuyến 5 màu, trong lót lụa màu cánh kiến, cổ áo ấy bằng đoạn tơ đậu tám trơn bóng, lần trong màu trắng lần ngoài màu đen, thêu cành hoa con chim, viền bằng lĩnh nam trơn màu tím, cúc áo bằng 1 đóa hoa vàng chạm, khảm hột pha lê (hết 1 đồng 3 phân vàng), 2 cái móc áo bằng bạc (hết 1 đồng 3 phân bạc); 1 cái xiêm, bằng đoạn tơ đậu tám trắng dệt hoa tròn xen kim tuyến 5 hoa màu, viền bằng cẩm đoạn hạng nhất dệt hoa Kim liên màu tím, trong lót lụa trắng; một đôi giày đỏ, thêu cành hoa con chim; một đôi bít tất, thêu màu tím, đường ngăn bằng lụa trắng, trong lót màu đỏ có hoa, đều bằng đoạn nam trơn, viền cẩm đoạn màu tím, nền mãn kim, dưới đế bằng vải trắng.
- Triều phục của mệnh phụ ấn quan bên văn Tứ phẩm: 1 cái mũ bao tóc có 8 đóa hoa bạc (trong số ấy 4 đóa bạc mạ vàng, hết 1 đồng 5 phân vàng; 4 đóa bằng bạc, hết 5 đồng 5 phân bạc), 8 cái trâm bạc (hết 5 đồng 5 phân bạc); 1 cái áo cổ bằng, bằng sa mỏng màu quan lục, dệt hoa mẫu đơn tròn xen kim tuyến 5 màu, trong lót lụa màu cánh kiến, cổ áo ấy bằng đoạn tơ đậu tám trơn bóng, lần trong trắng, lần ngoài đen, viền bằng lĩnh nam trơn, cúc áo 1 đóa hoa bạc chạm, khảm hột pha lê, 2 cái móc áo bằng bạc (hết 3 đồng 3 phân bạc); 1 cái xiêm, bằng cẩm đoạn tơ đậu tám màu trắng, dệt hoa tròn xen kim tuyến 5 màu, viền bằng cẩm đoạn hạng nhất dệt hoa Kim liên màu tím trong lót lụa trắng; 1 đôi hài đỏ, thêu cành hoa con chim; 1 đôi bít tất, thân màu tím, đường ngăn, lót trong sắc trắng, đều bằng lụa Cao Bộ, dưới đế bằng vải trắng.

## Các loại nghi lễ

### Các lễ chào ra mắt nhau
Cũng như Hậu cung nhà Nguyễn, các nghi lễ ra mắt của hoàng tộc đến giữa triều Tự Đức (tháng 12 năm Tự Đức thứ 13, tức năm 1860), thì mới bắt đầu quy định cụ thể.
- Lễ Hoàng thân và các quan ở Kinh ra mắt nhau: Từ Thân vương, Hoàng thân cho đến Tá quốc lang, Phụng quốc lang, người nào phẩm trật kém nhau, thì lúc ở Triều đường hay ở Công thự, người tôn hơn đến thì người kém phải đứng dậy kính chào, người tôn ngồi yên, rồi sau theo thứ tự đều ngồi. Đến lúc từ giã lui ra, người tôn hơn đứng dậy trước thì người dưới đứng dậy chào. Nếu cùng lui ra, thì người tôn hơn đi trước, người dưới đi theo, đều theo thứ tự trước sau, không được trái vượt. Đó là khi ở trên triều đường, còn lúc ngày thường đến dinh thự ra mắt nhau:
  - Nếu phẩm trật ngang nhau (như Phiên vương ra mắt Phiên vương, Quận công ra mắt Quận công) khi đến phủ đệ, người theo hầu báo cho người coi cửa, người coi cửa trình với chủ nhân, chủ nhân đi ra vái 1 vái đón khách, khách vái đáp lại, rồi chia ra bên đông bên tây cùng vào. Khi đến thềm, 2 người vái nhau lên ngồi nói chuyện. Xong việc rồi, khách đứng dậy vái 1 cái từ biệt, chủ nhân vái đáp lại, khách ra cửa chủ nhân lui vào.
  - Nếu là người hơi tôn hơn đến ra mắt người hơi kém (như Thân vương ra mắt Thân công, Thân công ra mắt Quốc công), thì khách đến cửa, người theo hầu báo tin, người coi cửa báo cho chủ nhân, chủ nhân ra đón vái 2 vái, khách đáp lại 1 vái, đón vào lên ngồi, khách ngồi trên về bên tây, chủ nhân ngồi dưới về bên đông. Nói chuyện xong, khách có lời cáo từ lui ra, chủ nhân tiễn ra đến cửa, khách vái 1 vái, chủ nhân đáp lại 2 vái, khách lên xe, chủ nhân lui vào.
  - Người hơi kém ra mắt người hơi tôn hơn (như Thân công ra mắt Thân vương, Quốc công ra mắt Thân vương), thì khi đến phủ đệ, người theo hầu báo tin, người coi cửa báo với chủ nhân, chủ nhân ra đứng tại chỗ ngồi, sai người ra đón, khách vào vái 2 vái, chủ nhân đáp lại 1 vái, chủ nhân mời ngồi, khách ngồi dưới về phía tây, chủ nhân ngồi trên phía đông. Nói chuyện xong, khách đứng dậy cáo từ vái 2 vái, chủ nhân đáp lại 1 vái, khách ra cửa, chủ nhân lui vào. Còn từ Huyện công, Hương công trở xuống ra mắt từ Quận công trở lên, đều phải lạy, như lễ thuộc viên đối với đường quan.
- Lúc triều đường hội họp công: đến khi Thân vương và Thân công đến, thì quan viên văn võ đều đứng dậy kính chào. Thân vương, Thân công ngồi yên rồi thì các quan đều theo phẩm trật mà ngồi. Việc hội họp công đã xong, Thân vương và Thân công ra trước, quan viên văn võ đều đứng dậy kính chào. Như cùng đi ra, thì Hoàng thân các tước Công đi trước, các quan theo thứ tự đi sau.
- Lễ Thân vương, Hoàng thân các Tước công cũng ra mắt nhau: đều theo thế thứ tôn ty mà kính lễ nhau. Như hàng chú là tôn, hàng cháu là ty, dẫu cùng ngang hàng mà thứ tự phải có người nhiều tuổi người ít tuổi, dẫu phong tước không giống nhau (như Thân vương, Quận vương, Quốc công, Quận công v.v...), mà người vai dưới phải kính nhường người vai trên. Phàm việc gì đều phải kính nhường không lấy tước mà bàn hơn kém. Khi ở triều đường và các nơi hội họp công, người hàng trên đến thì người hàng dưới đứng dậy kính chào, người hàng trên ngồi yên thì người hàng dưới theo thứ tự mà ngồi. Đến lúc lui ra, thì người hàng trên đi trước, thì người hàng hàng dưới theo thứ tự đi sau. Còn lúc ngày thường ra mắt nhau, nên theo lệ người tôn người ty cùng ra mắt nhau mà thi hành. Đến như lễ chú cháu ra mắt nhau, thì người vai dưới thi lễ trước, người vai trên chỉ nghiêng mình để tỏ ra có lễ, không cần phải vái lạy. Còn những Công tử Tôn Thất, người đã tập phong hay người chưa tập phong, phàm khi gặp các Hoàng thân đều phải khiêm tốn. Khi ở nơi hội họp công và lúc ngày thường ra mắt nhau, vẵn chiểu theo tước để phân biệt người thân người sơ.
- Lễ quan viên với nhau: Đến như quan viên văn võ ở Kinh, hội họp công ở tả hữu vu và ở các sở bàn việc công, đều theo phẩm cấp mà ngồi. Quan Nhất phẩm đến, thì quan Nhị phẩm xê lui chỗ ngồi để tỏ ý kính chào, quan Tam phẩm trở xuống phải đứng dậy kính chào. Quan Nhị phẩm đến, thì quan Tam phẩm xê lui chỗ ngồi tỏ ý kính chào, Tứ phẩm ấn quan trở xuống đứng dậy kính chào. Còn các quan khác cũng theo như thế. Lại như bàn việc công ở các bộ, trưởng quan (Thượng thư) ngồi hàng trên, Tham tri, Thị lang, Biện lý đều ngồi dưới, thuộc viên đều theo phẩm cấp mà ngồi. Bát phẩm và Cửu phẩm trở xuống đều đứng hầu 2 bên. Khi Trưởng quan đến thì Tham tri trở xuống đều đứng dậy kính chào, quan Tham tri đến thì Thị lang trở xuống đứng dậy kính chào. Các việc khác đều theo như thế. 
  - Lại như các lễ mới đến ra mắt lần đầu và chào ngày tết, Tham tri, Thị lang, Biện lý đều đến bộ đường, đến trước mặt trưởng quan ở bộ vái 2 vái, Trưởng quan đáp lại 1 vái, rồi đều ngồi. Khi cáo từ lui ra, khách vái 2 vái, chủ đáp lại một vái. Thị lang ra mắt tham tri cũng thế. Còn thuộc viên ra mắt đường quan ở bộ đều phải lạy.
  - Lại như, về văn giai, lang trung trật Chánh tứ phẩm, mới đến ra mắt quan ấn quan Tứ phẩm lần đầu, lúc mới đến bẩm xin lạy ở sân, ấn quan Tứ phẩm từ chối, thì làm lễ vái 3 vái, ấn quan đáp lại một vái. Về võ giai, Vệ úy ra mắt Vệ úy Chưởng quản quân cũng thế.
  - Lại như, Trưởng quan ở bộ ra mắt Tham tri: khi đến cửa, cho người theo hầu báo tin, quan Tham tri ra xuống thềm vái 2 vái, khách đáp 1 vái, rồi vào ngồi, khách ngồi trên về bên tây, chủ ngồi dưới về bên đông hơi lui xuống. Nói chuyện xong, khách đứng dậy vái 1 vái cáo từ, chủ đáp lại 2 vái, tiễn ra ngoài cửa rồi lui về. Quan tham tri đến nhà quan thị lang, quan biện lý cũng thế. Còn các quán các, viện, tự và võ giai cũng đều theo lệ ấy mà suy ra.
  - Lại như lễ các quan văn võ ở Kinh cùng ngang hàng ra mắt nhau: khi đến cửa, người theo hầu báo tin, người coi cửa báo chủ nhân, chủ nhân ra đón, khi đi đến thềm, đều vái nhau một vái rồi đi vào nhà, khách ngồi bên tây, chủ ngồi bên đông nói chuyện xong, khách cáo từ, đứng dậy vái 1 vái, chủ vái trả 1 vái, khách xuống thềm, chủ nhân cũng xuống thềm vái tiễn. Lại như khách tôn hơn chủ thì chủ nhân phải ra vào đón tiễn, khách vái 1 vái, chủ vái đáp lại 2 vái. Khách kém chủ thì khách vái 2 vái, chủ đáp lại 1 vái. Còn như thuộc viên nha khác đến ra mắt quan trưởng nha khác, trừ ra hạng Tứ, Ngũ phẩm là người phẩm trật hơi cao, thì không kể, còn đều theo lệ thuộc viên đối với đường quan phải lạy, còn lâm thời chối từ hay nhận thì tùy tiện.
- Lễ Hoàng thân, các quan ở Kinh gặp nhau ở trên đường: Những hoàng thân tước Công cùng các quan văn võ ấn quan trở lên, nếu có gặp nhau ở đường, thì người dưới tránh xe ở bên tả đường đợi người trên đi qua rồi người dưới mới đi. Đến như văn Tứ phẩm Thuộc viên, võ quan Tam phẩm Quản vệ trở xuống, nếu gặp quan văn chức Ấn quan, quan võ chức Thống quản trở lên, đều phải đứng nghiêng ở bên tả đường, đợi quan trên đi qua mới được đi. Nếu các quan phẩm trật ngang nhau thì chia đường mà đi. Như quan văn Ngũ phẩm, quan võ Tứ phẩm trở xuống, quan trên quan dưới gặp nhau đều theo lệ mà suy ra. Quân dân nếu gặp quan chức đều phải tránh đường không được vượt qua hay đi lẫn vào.
- Lại như các Thân vương, Hoàng thân tước Công gặp nhau ở trên đường, cũng nên lấy thế thứ, tôn ty mà kính lễ nhau. Hàng chú là tôn, hàng cháu là ty. Hàng ty gặp hàng tôn, tránh xe sang bên tả đường đợi hàng tôn đi rồi mới đi. Quan văn võ Chánh nhị phẩm trở lên đi đường gặp các Hoàng thân tước Công cũng đều tránh xe sang bên tả đường. Còn văn võ từ Tòng nhị phẩm trở xuống, cùng các Công tử Tôn Thất, đều phải xuống xe đứng ở bên đường. Lại, văn võ Tòng nhị phẩm đi đường gặp quan Chánh nhị phẩm trở lên, đều phải tránh xe ở bên tả đường, đợi quan trên đi qua mới đi. Quan Tam phẩm, Tứ phẩm ấn quan trở xuống, đi đường gặp quan Tòng nhị phẩm trở lên, cũng theo lệ phẩm trật ấy mà suy ra.

### Hoàng tử nạp phi
Hoàng tử khi đến 15-18 tuổi sẽ được phong tước, cấp đất và tiền để lập phủ riêng, sau đó vua mới nghĩ đến việc cưới vợ cho con. Cô dâu do chính vua kén chọn qua việc dò hỏi các vị đại thần, ai muốn gả con gái đến tuổi cho hoàng tử. Khi có vị nhận lời, vua mới chuẩn bị hôn lễ. Theo Nghị định năm Gia Long thứ 7 (1808), hôn lễ được cử hành qua các bước cơ bản như sau:
- Truyền mệnh: Hoàng đế cử hai đại thần lãnh cờ tiết đến nhà gái thông báo, đúng ngày đã định, cha mẹ cô gái vào cung nhận mệnh, sau đó Khâm thiên giám chọn ngày tốt để tiến hành hôn lễ.
- Nạp thái: trước ngày nạp lễ, có một buổi thiết triều ở điện Cần Chánh để Hoàng đế truyền cho biết ngày giờ hôn lễ và cử các quan vào trong ban phụ trách việc hôn lễ này. Hai quan đại thần và một số người khác và vài mệnh phụ, quân lính bưng tráp thiếp và lễ vật đến nhà gái. Lễ vật được đặt sẵn trên các án sơn son thếp vàng bao gồm: vàng, bạc, gấm, lụa, nữ trang, trầu, cau, trâu, bò, lợn, rượu. Hòm thiếp đựng giấy ghi danh sách, số lượng vật phẩm và ngày giờ cử hành các lễ tiếp theo.
- Nạp trưng: Theo ngày tốt đã chọn, nghi thức được tiến hành. Lần này, ngoài những vật phẩm như trên còn có mũ áo, xiêm, hài, kiệu, lọng và tờ sách vàng khắc bài dụ của Hoàng đế. Một nữ quan đọc tờ sách, cô dâu ngồi vào ghế để nhận lạy mừng của mọi người. Lễ xong, một bữa tiệc được nhà gái bày ra để khoản đãi những người tham dự, sau đó rước cô dâu về phủ của hoàng tử. Hai đại thần về điện nạp cờ tiết phục mệnh. Hôm sau, cha mẹ của cô dâu phải vào cung để làm lễ tạ ơn (ông đến Tiện điện và bà đến điện Khôn Đức).

Khác với dân gian, nếu hoàng tử muốn cưới nàng hầu thì nghi lễ cũng phải tiến hành tương tự. Theo cuốn Văn hóa Huế xưa, tác giả Lê Nguyễn Lưu, phần nói về đời sống văn hóa cung đình (tập 3), trang 285-286 viết: ["Hoàng tử lấy vợ gọi là nạp phi (đối với bà chính) và nạp thiếp (đối với bà thứ). Cô gái khi đã về làm dâu của vua (hoàng tức) được gọi là 'phủ phi' hay 'phủ thiếp'"].

### Công chúa hạ giá
Khi Công chúa hạ mình xuống để lấy chồng (Hạ giá; 下嫁) thì người chồng được gọi là "Thượng giá" và trở thành Phò mã. Tuy nhiên, việc chọn Phò mã không hề đơn giản. Trước đó, Hoàng đế sẽ sai bộ Lại, bộ Binh lập danh sách 5 người là con cháu và chắt các công thần từ Nhị phẩm trở lên, những chàng trai này tất nhiên là không bị tàn tật, nhưng phải thông minh và có dáng vẻ đẹp đẽ. Một vị Hoàng thân và một vị đại thần mà vợ chồng song toàn được cử làm chủ hôn và chiếu liệu lo sắp đặt mọi chuyện. Họ hội ý với nhau để cử người xứng đáng nhất và hợp tuổi với Hoàng nữ trong bản kê, tâu với Hoàng đế, và Hoàng đế sẽ khuyên son quyết định vào cái tên nào đủ tiêu chuẩn.
Trong lịch sử nhà Nguyễn thời Minh Mạng và Thiệu Trị, vì số Hoàng nữ quá nhiều, con cháu công thần không đáp ứng đủ nên nhiều người phải tìm cách trốn tránh, chạy chọt để khỏi bị ghi danh vì sợ mình lấy phải Công chúa nhiều tuổi hay kém nhan sắc, mà đã kết hôn với Công chúa thì phải suốt đời "một vợ một chồng". Sau khi Hoàng đế lựa chọn, Phò mã tương lai được Hoàng đế ban khoảng 3000 quan tiền để tậu phủ và sắm vật dụng, trang phục đúng nghi thức, trong đó có một chiếc thuyền bồng. Còn quan chủ hôn đến điện Hoàng Nhân thông cáo việc này, sau lại đến Từ Cung trình lên Thái hậu biết, rồi đến nhà Thanh Phong đường truyền chỉ Công tử nào sẽ lấy Công chúa nào, sau bái mạng rồi lên đường đến phủ quan đại thần cha Công tử truyền chỉ. Hôm sau, cha của Công tử cùng các Công tộc trong họ mặc áo lễ vào tiện điện Văn Minh chờ ngoài sân, bái lạy tạ Hoàng đế. Còn các mệnh phụ mặc áo lễ đến từng cung Khôn Đức và cung Từ Thọ để làm lễ bái tạ.
Sau đó, Cha của công tử đến phủ quan chủ hôn xin hỏi ngày làm lễ ăn hỏi, quan chủ hôn sẽ hỏi Khâm thiên giám chọn 3 ngày tốt để tiến hành "Lục lễ", nhà trai phải liên hệ để biết mà chuẩn bị, cũng có thể kết hợp một ngày 2 đến 3 lễ. Trước lễ ăn hỏi một ngày, cha công tử dẫn các công tộc dâng làm lễ con sinh, lễ vật gồm: 1 lợn mổ, 1 lợn quay và 1 mâm xôi yết kiến Hoàng đế trong tiện điện. Cả họ lạy tạ 5 lạy, lại lên nhận lễ uống trà, ăn trầu cùng Hoàng đế rồi lui. Các mệnh phụ làm tương tự các cung Khôn Đức và cung Từ Thọ.
Quy trình lễ theo điển nghi tiêu chuẩn đầu thời Nguyễn:
- Lễ nạp thái và vấn danh: gia đình Phò mã sẽ đưa lễ vật vào cung, cúng tổ tiên Công chúa và được chủ hôn mở tiệc khoản đãi. Công chúa nhận vàng bạc và nữ trang.
- Lễ nạp trưng và nạp cát: gia đình Phò mã lại đưa lễ vật vào cung, sau đó hai bên tự tổ chức lễ cáo với tổ tiên mình về việc cưới hỏi.
- Lễ điện nhạn và thân nghinh: trước đó, Hoàng đế sai quan khâm mạng đến phủ đệ Phò mã, bày giường thất bảo, màn tiên. Đúng ngày giờ đã định, gia đình Phò mã lễ vật vào cung, trong đó có một cặp ngỗng. Vị đại thần làm chủ hôn lập một phái đoàn rước Công chúa về phủ Phò mã.

Phẩm vật cưới về số lượng mỗi khi mỗi khác và thường là khá nặng. Vào năm Minh Mạng thứ 14 (1833), lễ nạp thái được ghi nhận gồm: 20 lạng vàng, 100 lạng bạc, 2 mâm trầu, 2 mâm cau; lễ vấn danh gồm: một con trâu, hai con lợn, 2 hũ rượu; lễ nạp cát gồm: 4 tấm gấm, 10 tấm lĩnh màu, 10 tấm sa màu; lễ nạp trưng gồm: 2 mâm trầu, 2 mâm cau, 2 hũ rượu; lễ thỉnh kỳ gồm: một con bò, hai con dê, 3 hũ rượu; lễ điện nhạn gồm: hai con chim nhạn (được thay bằng ngỗng), 1 hộp kim chỉ, 100 đồng tiền cổ, 20 lạng vàng, 100 lạng bạc. Có quan nghèo không lo nổi nên Vua Hiến Tổ dụ rằng: 
"Đời xưa, vua Nghiêu gả hai con gái cho Ngu Thuấn ở Vĩ Nhuế, chả nghe nói lễ cưới sang trọng. Hơn nữa, đám cưới chỉ dùng 2 da hươu làm lễ, xưa kia vẫn nói thế. Nay gả Hoàng nữ cho con các đại thần, mà các đại thần thanh thận trung cần, trẫm biết sẵn, vậy 6 lễ cưới, cho tuỳ theo cảnh nhà giàu nghèo mà sắm sửa, không nên ấn định lễ vật, chớ nên bày đặt quá nhiều. Vậy các quan chủ hôn cần biết rõ".

### Sách phong cho hoàng tử, hoàng thân
Phàm hoàng tử, hoàng thân được phong từ tước Công trở lên đều cấp cho sách bạc mạ vàng và ấn bạc; tước Hầu trở xuống thì dùng trục lụa ngũ sắc. Năm Minh Mạng thứ 21 (1840) trở về sau, các tước Quốc công và Quận công đều không cấp cho ấn nữa.
Trước kỳ sách phong, tòa Khâm thiên giám sẽ định ngày tốt để cử hành lễ, bộ Lễ liệt kê các quan ban văn từ Tam phẩm trở lên để đợi chọn phái làm Khâm sứ (Đình hầu thì dùng quan Tứ phẩm). Trước 1 ngày làm lễ sách phong, ty viên ở bộ Lễ sẽ đến phủ đệ của vị hoàng tử công, hoàng thân công đó để chỉ bảo treo đèn kết hoa cho hợp nghi thức; ai chưa ra ở phủ riêng thì làm lễ ở Khánh Thiện đường (nơi phục vụ ăn uống) hoặc Duyệt Thị đường (nhà hát hoàng cung). Gian chính giữa đặt hương án và 1 cái án (bàn dài) sơn vàng ở phía nam hương án để đặt cờ tiết (phong Đình hầu thì không treo cờ tiết và không đặt án để cờ tiết). Chỗ lạy nhận sách ấn đặt ở phía nam án sơn vàng, hướng về phía bắc. Khâm sứ đứng ở phía đông án sơn vàng, hơi chếch về phía nam, mặt hướng về phía tây bắc. Ở gian giữa điện Cần Chánh đặt 2 án vàng, 1 án đặt cờ tiết, án còn lại đặt hộp đựng sách và ấn (phong Đình hầu thì không đặt án, trục lụa do Nội các để ở một nơi tôn trọng, đến giờ thì viên Khâm sứ lãnh đi, để ở trên thái đình, ty loan nghi khiêng đi).
Lại đặt 1 cái thái đình dưới thềm điện Cần Chánh. Sáng ngày sách phong, ty loan nghi đưa lọng vàng, thự Hòa thanh trỗi nhã nhạc, đứng ở 2 bên tả hữu trong sân. Viên Khâm sứ mặc áo mãng bào đợi thuộc viên ở Nội các, ty viên bộ Lễ mặc phẩm phục đứng ở hành lang phía đông. Ty loan nghi đưa lọng vàng, đội Hộ vệ, Cảnh tất mang gươm trường, thân binh, cấm binh mang trượng sơn đỏ đứng ở ngoài cửa Ngọ Môn; nếu sách phong ở nhà Duyệ Thị thì biền binh mang súng trường đứng ở ngoài cửa Nhật Tinh (sau điện Thái Hòa).
Đến giờ, Khâm sứ quỳ trước sân điện, Nội các mang cờ tiết trao cho viên khâm sứ, viên tiếp nhận rồi đứng dậy. Ty viên ở bộ bưng hộp sách, hộp ấn đặt lên thái đình, lính dẫn đường đi trước, nhã nhạc cất lên, khâm sứ cầm cờ tiết đi trước, kế đến là kiệu thái đình được che lọng vàng, ty viên của bộ theo sau. Đến cửa Ngọ Môn thì khâm sứ cưỡi ngựa đi trước, thân binh, cấm binh và biền binh theo đến phủ đệ của hoàng thân công, hoặc nhà Khánh Thiện (nếu phong ở nhà Duyệt Thị thì theo cửa Hưng Khánh đi vào).
Vị Công đó quỳ rước ngoài cửa phủ (phong ở nhà Duyệt Thị thì rước ngoài cửa Hưng Khánh), kiệu thái đình đi qua thì phải dập đầu xuống đất hành lễ rồi đứng dậy theo vào. Viên khâm sứ cắm cờ tiết trên án sơn vàng, ty loan nghi để kiệu thái đình ở phía nam án vàng, ty viên ở bộ sẽ mang hộp sách ấn đặt trên án rồi cho kiệu ra ngoài, đội nhã nhạc và binh lính đứng ở 2 bên tả hữu trước sân. Vị Công ấy đến trước án bái lễ 5 lạy, rồi quay mặt về phương bắc quỳ xuống, 1 ty viên mở bộ sách cho khâm sứ tuyên đọc, xong ty viên đặt sách vào hộp, tương tự như ấn.
Sau khi tuyên đọc xong tất cả, khâm sứ trao lại sách rồi đến ấn cho Công. Công tiếp nhận, giơ lên trán rồi trao cho thuộc phủ tiếp nhận. Công dập đầu rồi đứng dậy, lạy 5 lạy tạ ơn, rồi mời khâm sứ đến chỗ tiếp khách khoản đãi. Khâm sứ xong việc, bưng cờ tiết đến điện Cần Chánh quỳ nộp. Khâm sứ đứng dậy vọng bái 5 lạy làm lễ phục mệnh.

### Sách phong cho hoàng nữ
Hoàng nữ thường sau khi lấy chồng (Hạ giá; 下嫁) sẽ sách phong Công chúa (公主)

## Danh sách tước Vương
Tước Vương (gồm Thân vương và Quận vương) là tước vị cao nhất của triều Nguyễn sau Hoàng đế. Lệ phong Vương có từ thời kỳ Gia Long, nhưng mang mục đích truy phong chứ không ban phong. Kể từ thời kỳ Minh Mạng về sau tước Vương được thiết lập ban phong.

### Minh Mạng
- Thiệu Hóa Quận vương Nguyễn Phúc Chẩn (truy phong 1824). Hoàng tử thứ chín con vua Gia Long.
- Nghĩa Hưng Quận vương Tôn Thất Khê (Nguyễn Phúc Khê) (truy phong 1831).
- Tương Dương Quận vương Tôn Thất Hạo (truy phong 1831).
- Hải Đông Quận vương Tôn Thất Đồng (truy phong 1831).
- An Biên Quận vương Tôn Thất Mân (truy phong 1831).
- Thông Hóa Quận vương Tôn Thất Điển (truy phong 1831).
- Vĩnh Tường Quận vương Nguyễn Phúc Miên Hoành (truy phong 1835). Hoàng tử thứ năm con vua Minh Mạng.

### Tự Đức
- Thường Tín Quận vương Nguyễn Phúc Cự (truy phong 1849). Hoàng tử thứ 11 con vua Gia Long.
- Kiến An vương Nguyễn Phúc Đài (truy phong 1849). Hoàng tử thứ năm con vua Gia Long.
- Diên Khánh vương Nguyễn Phúc Tấn (truy phong 1854). Hoàng tử thứ bảy con vua Gia Long.
- Định Viễn Quận vương Nguyễn Phúc Bính (truy phong 1863). Hoàng tử thứ sáu con vua Gia Long.
- Thọ Xuân Quận vương Nguyễn Phúc Miên Định (ban phong 1874), tấn phong Thọ Xuân vương (1878). Hoàng tử thứ ba con vua Minh Mạng.
- Ninh Thuận Quận vương Nguyễn Phúc Miên Nghi (ban phong 1874). Hoàng tử thứ bốn con vua Minh Mạng.
- Kiến Thuỵ Quận vương Nguyễn Phúc Hồng Y (truy phong 1877), sau truy phong Thụy Thái vương (1889).
- Tùng Thiện Quận vương Nguyễn Phúc Miên Thẩm (truy phong 1878). Hoàng tử thứ 10 con vua Minh Mạng.
- Quảng Ninh Quận vương Nguyễn Phúc Miên Mật (truy phong 1878). Hoàng tử thứ 30 con vua Minh Mạng.
- Tương An Quận vương Nguyễn Phúc Miên Bảo (truy phong 1878). Hoàng tử thứ 12 con vua Minh Mạng.
- Tuy Lý Quận vương Nguyễn Phúc Miên Trinh, sau ban phong Tuy Lý Vương năm 1883. Giáng tước Tuy Lý Huyện công (1883), sau Tuy Lý Công (1886), năm 1889 phong lại Tuy Lý Quận vương, đến năm 1894 ban phong lại Tuy Lý Vương. Hoàng tử thứ 11 con vua Minh Mạng.
- Gia Hưng Quận vương Nguyễn Phúc Hồng Hưu phong 1883, tấn phong Gia Hưng vương (1884). Xóa tước vương 1884, khôi phục Quận vương năm 1889, tước thân vương năm 1941.

### Đồng Khánh
- Bảo hộ Quận vương Philippe-Marie-Henri Roussel de Courcy (ban phong 1885).
- Kiên vương Nguyễn Phúc Hồng Cai (truy phong 1885), sau truy tặng Kiên Thái vương (1888).
- Thuỵ Nguyên Quận vương Nguyễn Phúc Ưng Chân (tấn phong 1885).

### Thành Thái
- Tuy Hòa Quận vương Nguyễn Phúc Hồng Truyền (truy phong 1889).
- Văn Lãng Quận vương Nguyễn Phúc Hồng Dật (truy phong 1891).
- Hoài Đức Quận vương Nguyễn Phúc Miên Lâm (ban phong 1894). Hoàng tử thứ 57 con vua Minh Mạng.
- Thái Thạnh Quận vương Nguyễn Phúc Hồng Phó (truy phong 1897).
- Hoằng Trị Quận vương Nguyễn Phúc Hồng Tố tấn phong 1897. Truy phong Hoằng Trị vương năm 1922.
- An Xuyên Quận vương Nguyễn Phúc Miên Bàng (tấn phong 1898). Truy phong An Xuyên vương năm 1902.
- An Phước Quận vương Nguyễn Phúc Hồng Kiện (truy phong 1899).
- An Khánh Quận vương Nguyễn Phúc Quang (truy phong 1899). Sau truy phong An Khánh vương (1918). Hoàng tử thứ 12 con vua Gia Long.
- Hòa Thạnh Quận vương Nguyễn Phúc Miên Tuấn (tấn phong 1899). Truy phong Hòa Thạnh vương năm 1907. Hoàng tử thứ 37 con vua Minh Mạng.
- Hoằng Hóa Quận vương Nguyễn Phúc Miên Triện (truy phong 1905). Hoàng tử thứ 66 con vua Minh Mạng.

### Duy Tân
- An Thành Quận vương Nguyễn Phúc Miên Lịch (tấn phong 1908). Sau tấn phong An Thành vương (1911).

### Khải Định
- An Phong Quận vương Nguyễn Phúc Hồng Bảo.
- Cẩm Xuyên Quận vương Nguyễn Phúc Miên Ký (truy phong 1918).

### Bảo Đại
- An Hóa Quận vương Nguyễn Phúc Bửu Tủng (truy phong 1926).
- Hoài Ân Quận vương Nguyễn Phúc Bửu Liêm (tấn phong 1933). Sau truy phong Hoài Ân vương (1940).
- Phú Bình Quận vương Nguyễn Phúc Miên Áo (truy phong 1937). Hoàng tử thứ sáu con vua Minh Mạng.
- Tuyên Hóa Quận vương Nguyễn Phúc Bửu Tán (tấn phong 1942). Sau truy phong Tuyên Hóa vương (1942).
- Lãng Xuyên Quận Vương Nguyễn Uông (truy phong 1943).